# Portugal à la Reconquista

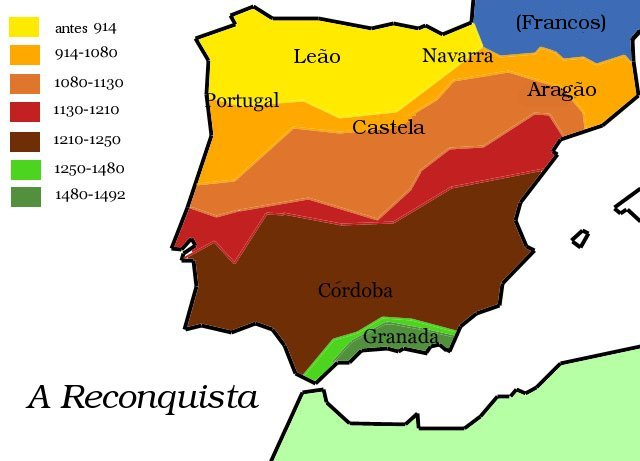
Reconquête chrétienne de la Péninsule Ibérique du VIIIe au XVe siècle.

La participation du Portugal à la Reconquista commence avec la fondation du comté de Portugal en 868 et dure 381 ans jusqu'en 1249, date à laquelle les dernières villes de l'Algarve, encore au pouvoir des musulmans, sont prises. Le Portugal doit à ce long processus une bonne partie de son origine et de sa forme géographique actuelle.

## InvasionOmeyyadeet début de la reconquête chrétienne (711-868)

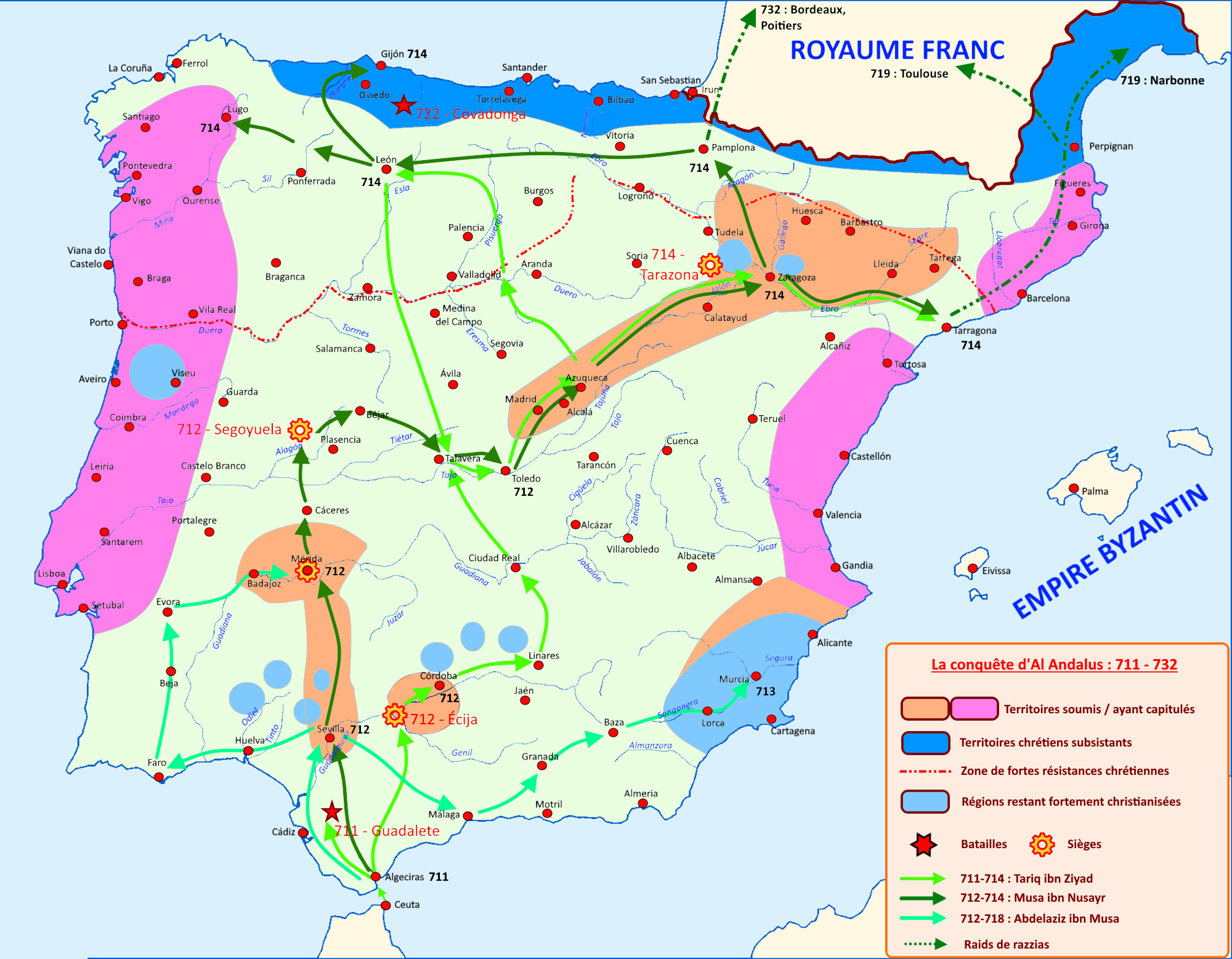
Conquête musulmane du Royaume wisigoth à partir de 711.

En 711, une armée musulmane du Califat omeyyade de Damas, commandée par Tariq ibn Ziyad, envahit la Péninsule Ibérique, alors entièrement contrôlée par le Royaume wisigoth. Les Wisigoths et leur roi, Rodéric, sont vaincus à la bataille du Guadalete et les musulmans conquièrent l'Hispanie wisigothique de 711 à 720.
En 722, Pélage se rebelle dans les Asturies et bat une force musulmane à la bataille de Covadonga, fondant ensuite le royaume des Asturies après avoir expulsé le gouverneur Munuza de la région.
Ce royaume s'étend progressivement de la Cordillère Cantabrique jusqu'à la Galice et, 146 ans plus tard, la domination chrétienne atteint les rives du Douro, où se trouve la ville de Porto.
Côté musulman, l'Émirat de Cordoue est fondé en 756, à la suite de la bataille d'Al-Musara, donnant ainsi l'indépendance d'Al Andalus vis-à-vis du reste du monde islamique.
Autour de l'émir de Cordoue se développe un système dirigé par les musulmans, auxquels les dhimmis (chrétiens et juifs) doivent payer la Djizîa en échange de protection et de tolérance religieuse. La dynastie arabe des Omeyyades de Cordoue peut s'appuyer sur le soutien de sa communauté ethnique ainsi que sur celui des muladis (espagnols convertis à l'Islam), des berbères et des saqalibas (esclaves ou mercenaires slaves), que certains voient d'un mauvais œil .
Une révolte éclate dans la ville de Tolède, mais elle est violemment réprimée en 854. En 868, une autre révolte contre le pouvoir central éclate à Mérida, menée par le muladi Ibn Marwan, dit al-Jiliqi ou le Galicien . L'instabilité de l'émirat de Cordoue donne l'occasion d'une avancée des royaumes chrétiens.

## Comté de Portugal sous la famille de Vímara Peres (868-1071)

### Fondation du comté de Portugal en 868

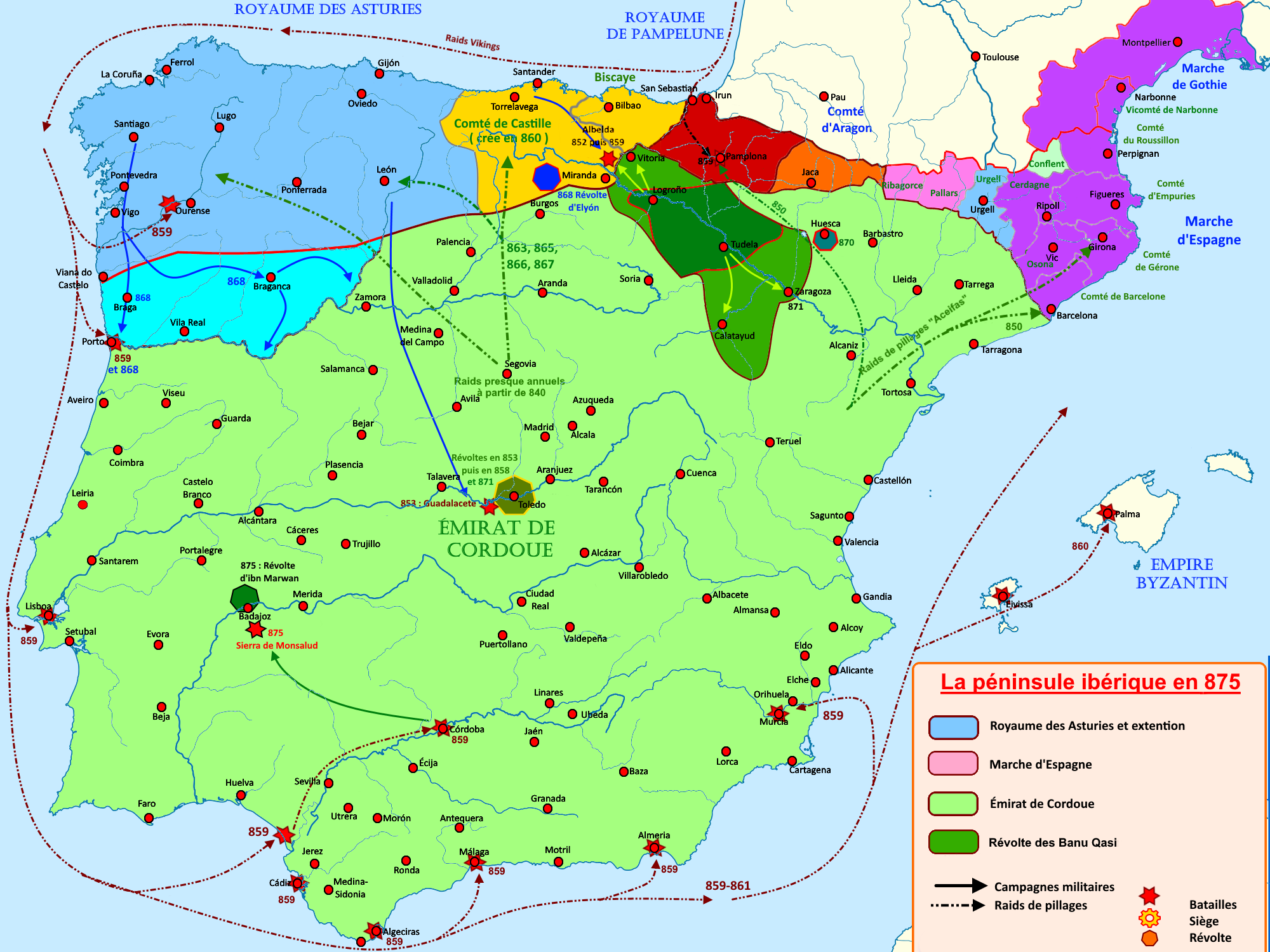
La péninsule ibérique sept ans après la fondation du Comté de Portugal.

En 868, le noble galicien Vímara Peres prend possession de Porto et de son territoire, alors appelé Portucale ou Portugal, sous l'autorité du roi Alphonse III des Asturies.
En 870, Braga est colonisée et son territoire organisé avec la participation personnelle de Vímara Peres. La même année, São Tomé de Negrelos est administré par Flomarico et son épouse Gundila, ainsi que par Scelemondo et son épouse Astragundia. Toujours en 870, São Miguel do Paraíso à Guimarães est fondé par Lucídio Vimaranes, fils de Vímara Peres.
À partir de 872 commence le processus de repeuplement de Trás-os-Montes, autour des terres fertiles de la vallée de Chaves .

L'année suivante, le comte Vímara Peres meurt et son fils Lucídio Vímaranes lui succède.
De la forteresse de Montemor à l'embouchure du Vouga, 110 kilomètres. C'est ici que commence la terre du Portugal, comme on dit. Le Portugal est une région florissante, couverte de maisons, de forteresses, de villages et de nombreux champs cultivés. Il y a là beaucoup de gens de guerre, à pied et à cheval, qui font des razzias sur leurs voisins qui ne sont pas du même bord. 

### Fondation ducomté de Coimbraen 878

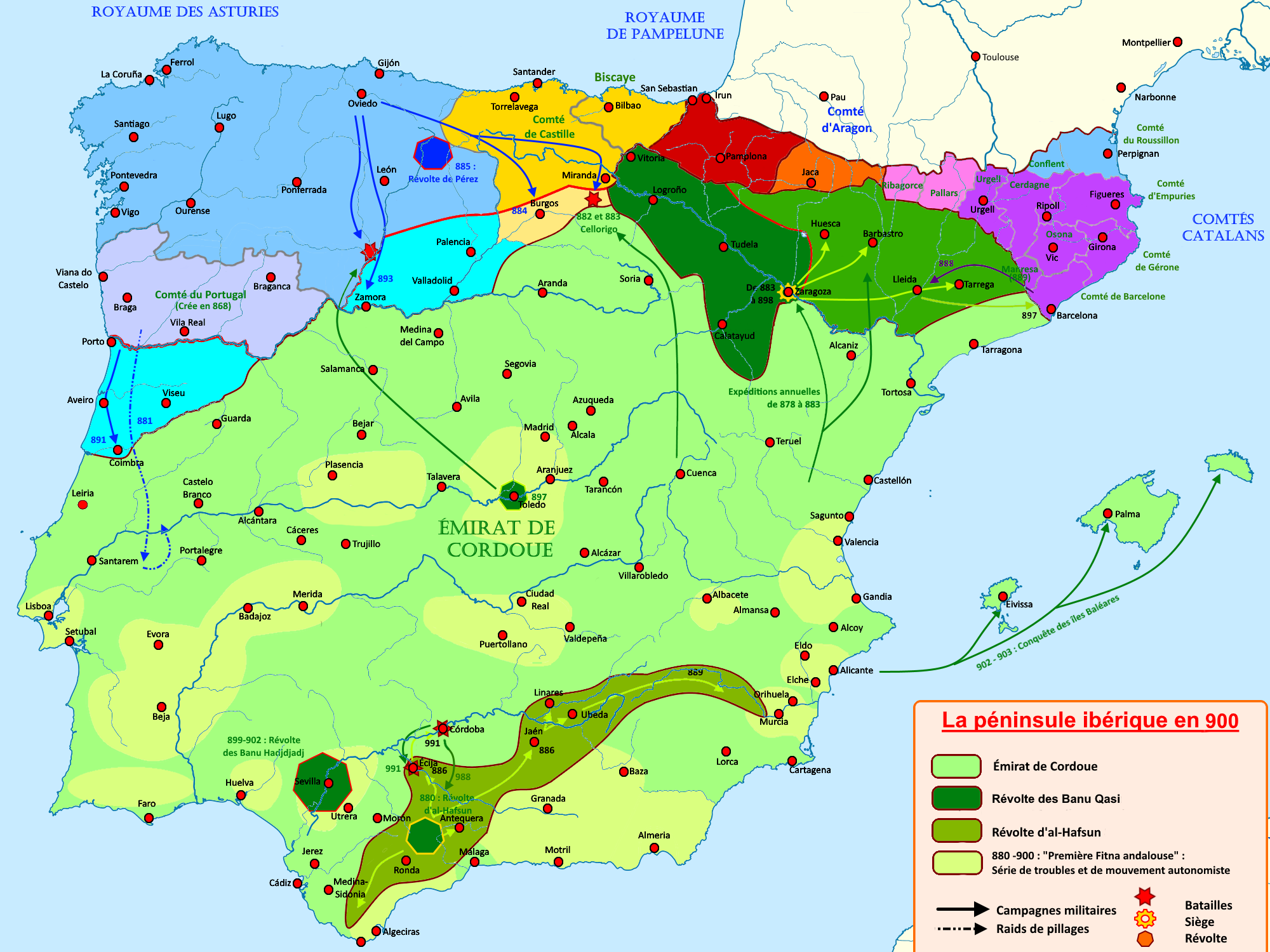
La péninsule ibérique en 900.

La ville de Coimbra est fondée par le comte Hermenegildo Guterres en 870 . D'autres points au sud du Douro sont ensuite pris et repeuplés sur ordre d'Alphonse III des Asturies, comme Viseu, Lamego et Eja.

La frontière chrétienne progresse vers le sud le long de la côte, passant du fleuve Douro à la vallée du Mondego. À l'intérieur, la frontière longe la Serra da Estrela jusqu'au fleuve Coa à l'est.
Ça c'est une petite ville bien peuplée et florissante, dont les alentours sont couverts de vignobles et de vergers de pommiers, de cerisiers et de pruniers. La ville est construite sur une crête bien défendue et difficile d'accès, non loin de la rivière Mondego, qui coule à l'est de la ville et fait tourner ses moulins. De Coimbra à Santarém, au sud, il y a trois journées. De Coimbra à la mer, à l'ouest, plusieurs heures. C'est là que se trouve l'embouchure du Mondego, un fleuve près duquel se trouve un château très solide appelé Montemor. Les champs de Coimbra sont très fertiles.

### Offensives chrétiennes à l'Ouest de la Péninsule
Lardosa, dans l'actuelle paroisse de Rans, dans la commune de Penafiel, est fondée en 882 par Muzara et Zamora, deux Mozarabes. En 910, le roi Alphonse III des Asturies meurt et son royaume est divisé entre ses trois fils. Le royaume de Léon revient à son fils aîné García Ier; le royaume de Galice, avec le Portugal et Coimbra, revient à son deuxième fils aîné Ordoño II et les Asturies reviennent à Fruela II.
En août 913, le roi Ordoño II effectue un grand raid dans les terres musulmanes et atteint la ville d'Évora. Il y détruit la garnison, tue le chef et la met à sac, revenant avec un riche butin et des milliers de captifs. L'année suivante, le roi García Ier de León meurt sans descendance et son frère Ordoño II lui succède sur le trône.
En 924, Ordoño II meurt et le roi Fruela II des Asturies lui succède sur les trônes de León et de Galice, réunissant ainsi sous un même sceptre le royaume divisé par son père.
En 955, le roi Ordoño III mène un grand raid qui réussit à atteindre Lisbonne, qu'il pille, puis signe une trêve avec le calife Abd al-Rahman III. Pendant ces années, la comtesse Mumadona Dias fait construire le château de Guimarães pour protéger les habitants et les religieux d'un monastère voisin des attaques musulmanes ou normandes, et en 968 le château est achevé.

### Contre-attaques duCalifat de Cordoue(977-1008)

Les principales campagnes d'Almanzor.

Le 1er octobre 976, Hicham II succède à Al-Hakam II sur le trône califal de Cordoue. La semaine suivante, il nomme Ibn Abi Amir, plus tard connu sous le nom d'Almanzor, au poste de hadjib ou premier ministre. Cet événement revêt une importance particulière, car Almanzor poursuit les réformes militaires entamées par Al-Hakam II et, menacé par les incursions chrétiennes, il instaure l'année suivante une politique de campagnes destructrices contre les royaumes chrétiens du nord, généralement deux fois par an, afin de collecter le tribut ou de les piller s'ils refusent de payer, une politique qui se poursuit au-delà de sa mort, jusqu'en 1008. Ce sont 31 années d'hégémonie cordouane imposées aux royaumes chrétiens avec brutalité et les plus chaotiques depuis le début de la Reconquista.
Perte de Coimbra en 987
En 985, la ville de Braga est mise à sac et, deux ans plus tard, Almanzor met à sac Coimbra, mais la même année, il revient à la tête de ses troupes et s'empare de la ville, ainsi que de Seia, Viseu et Lamego. En 990, les Cordouans conquièrent Montemor-o-Velho. La frontière est ainsi déplacée vers la vallée du Douro, bien que le château de Montemor-o-Velho revienne encore aux mains des chrétiens, avant de retomber aux mains des musulmans. Aguiar da Beira est mis à sac en 995, et des milliers de personnes sont tuées ou faites prisonnières lors de l'attaque.

Les murailles médiévales primitives de Porto.

En 997, l'offensive la plus célèbre d'Almanzor a lieu contre Saint-Jacques-de-Compostelle. La cavalerie part de Cordoue le 3 juillet par l'ancienne voie romaine en direction du nord-ouest, accompagnée des chariots de ravitaillement, tandis que l'infanterie, les armes, les fournitures et les munitions embarquent à Alcácer do Sal pour rejoindre la ville de Porto, en territoire portugais. En passant par Coria, Almanzor atteint Viseu, où le rejoignent quelques comtes soumis et des nobles chrétiens bannis de leur pays, comme Galindo le Galicien ou Froila Gonçalves. Une fois toute l'armée rassemblée à Porto, elle traverse le Douro par un pont flottant qu'Almanzor a fait construire, le premier à relier les deux rives du fleuve, et à Valadares de Monção, elle traverse le Minho,.
Almanzor meurt le 8 août 1002 et son fils Abd al-Malik al-Muzaffar lui succède. Menacé par les troupes cordouanes envoyées en renfort à Coimbra, le comte Mendo II Gonçalves conscient de la persistance du pouvoir musulman, choisit de négocier le maintien d'une trêve antérieure. En fait, al-Muzaffar exerce ses fonctions avec la même maîtrise que son père, mais seulement pendant six ans, jusqu'à sa mort.

### Déclin du Califat de Cordoue et fin du premier Comté de Portugal 1009-1071
Après la succession d'al Muzaffar par son frère Abd al-Rahman Sanchuelo, beaucoup moins populaire et compétent, le calife Hicham II est déposé en 1009 par son cousin Muhammad II. Sanchuelo est assassiné, ce qui déclenche une guerre civile en al-Andalus. Il en résulte une fragmentation du califat en plusieurs émirats ou royaumes indépendants, rivalisant les uns avec les autres, ce qui favorise l'expansion des royaumes chrétiens du nord. Ceux-ci cessent de payer le tribut et peuvent reprendre une vie normale, hors des murs de leurs villes et de leurs châteaux.
En 1028, Alphonse V de León assiège la ville de Viseu, mais meurt au cours du siège. La même année, le comte du Portugal Nuno Alvites meurt et Mendo III Nunes lui succède.
Le 14 octobre 1034, Gonçalo Trastamires da Maia reconquiert Montemor-o-Velho.
En 1055, le roi Ferdinand Ier de Léon pénètre au Portugal en traversant le Douro depuis Zamora. Entre 1055 et 1063, il conquiert les châteaux de Seia, Tarouca, Lamego, conquis le 29 novembre 1057, le château de Marialva, alors appelé Castro de São Justo, Viseu, le 25 juillet 1058 (l'attaque de cette ville étant animée par l'esprit de représailles pour la mort d'Alphonse V lors du siège infructueux de 1028), São Martinho de Mouro, Travanca et Penalva do Castelo.
En 1063, le roi effectue une grande incursion dans les Taïfas de Séville et de Badajoz, dont il commence à recevoir des tributs. Cette année-là, le seigneur de Tentúgal, Dom Sesnando Davides, un Mozarabe qui a servi à la cour de Cordoue et épousé la fille du dernier comte de Portugal, propose à Ferdinand de conquérir la ville de Coimbra. L'expédition commence à se préparer en décembre 1063 et la ville de Coimbra est attaquée le 20 janvier 1064, début d'un dur siège qui dure six mois mais qui aboutit à la conquête de la ville par les forces chrétiennes le 9 juillet 1064.

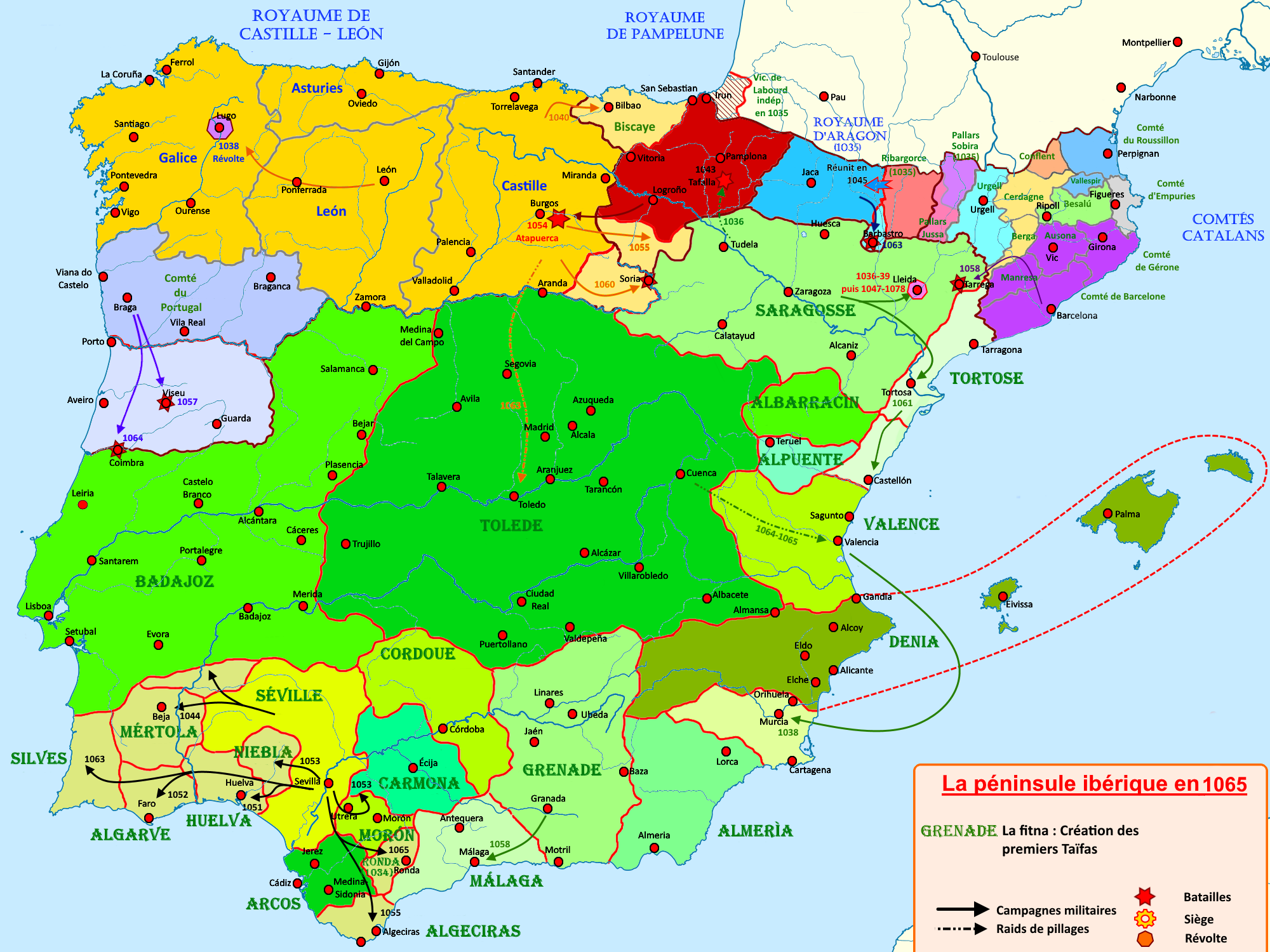
La péninsule ibérique en 1065.

À la mort de Ferdinand le Grand de León en 1065, son royaume est divisé entre ses fils et le plus jeune, García II, reçoit la Galice, dont le comte de Portugal est le vassal. Six ans plus tard, le comte Nuno II Mendes se révolte contre le roi García II, mais il est vaincu à la bataille de Pedroso en 1071. À la suite de la mort du comte lors de cette bataille, le titre est aboli et le premier comté de Portugal disparaît.

## InvasionAlmoravideet second Comté de Portugal (1096-1139)

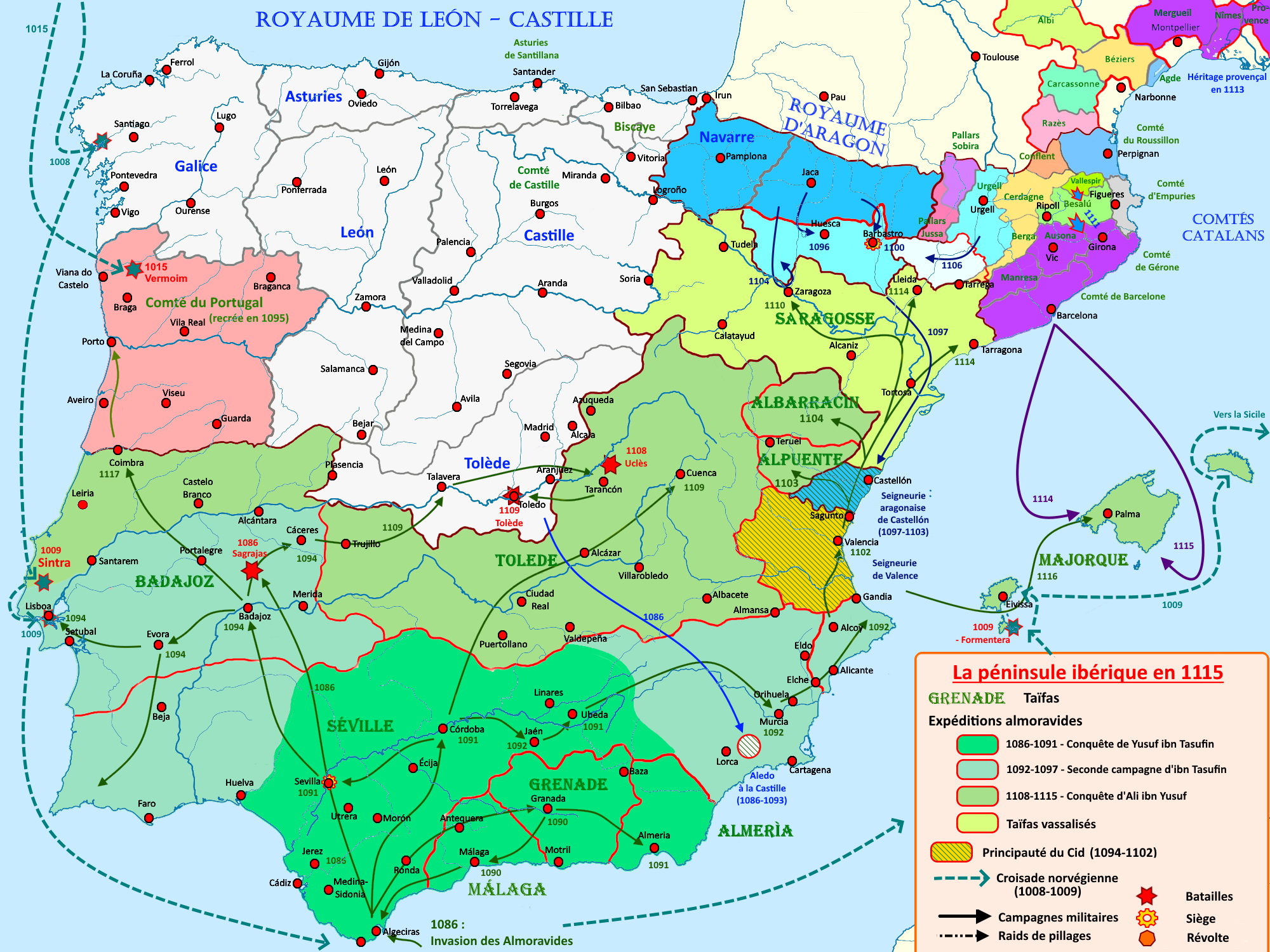
Conquêtes almoravides en Al-Andalus de 1086 à 1115.

En 1090, Raymond de Bourgogne épouse Urraque, héritière du roi Alphonse VI de León, ce qui lui permet de recevoir le titre de comte de Galice et le gouvernement de toutes les terres occidentale du royaume de Léon. Le comte de Coimbra Martim Moniz de Ribadouro, mozarabe comme son beau-père Dom Sesnando auquel il a succédé à sa mort, est écarté du gouvernement de Coimbra.
Après son aide victorieuse face aux chrétiens, lors de la bataille de Sagrajas en 1086, l'émir almoravide Youssef ben Tachfine décide d'envahir la Péninsule Ibérique pour soumettre à son autorité les petits émirats d'Al-Andalus. Face à cette menace, l'émir de Badajoz offre au roi de Léon les villes de Lisbonne, Sintra et Santarém en échange d'un soutien militaire.
Ces villes sont alors occupées entre le 30 avril et le 8 mai 1093, Soeiro Mendes prenant possession de ce territoire en tant que comte de Santarém, ville choisie comme capitale. Soeiro Mendes est subordonné au comte Raymond, responsable de la défense de l'ensemble du territoire de la Galice jusqu'au fleuve du Tage .
Peu de temps après la prise de possession de la région par les chrétiens, les habitants musulmans de Santarém, Sintra et Lisbonne, qui n'acceptent pas cette nouvelle domination, font appel à l'émir almoravide pour qu'il intervienne en leur faveur.
Quelques mois plus tard, toujours en 1093, le général musulman Seyr débarque dans la Péninsule Ibérique à la tête d'une puissante armée, avec l'ordre de soumettre plusieurs villes à l'autorité almoravide, dont Badajoz, Lisbonne, Sintra et Santarém.
Badajoz est attaquée au printemps 1094, l'émir de la ville est assassiné avec ses fils et la puissante place est conquise avant que le comte Raymond ne puisse intervenir. Le comte rassemble également un corps de troupes à Coimbra avec les évêques de Santiago et de Lugo, ainsi que de nombreux chevaliers galiciens. Il s'avance en territoire musulman, est vaincu militairement et ne parvient à revenir en territoire chrétien qu'au prix de lourds sacrifices.

### Perte de Lisbonne et de Sintra en 1094

Drapeau du comté de Portugal

Lisbonne et Sintra se rendent aux almoravides en 1094. À Santarém, Soeiro Mendes, encerclé par les troupes almoravides, résiste énergiquement jusqu'à ce que Seyr retourne en Afrique du Nord.
L'incapacité du comte Raymond face aux envahisseurs almoravides lui fait perdre son prestige à la cour de Léon et, en 1096, il se voit retirer les terres situées entre le fleuve Minho et le Mondego pour les remettre à son cousin Henri de Bourgogne, qui devient le nouveau comte de Portugal.
En 1102, le comte Henri combat avec Egas Moniz les Maures de Lamego, qui sont vaincus à la bataille d'Arouca.
En 1108 et 1109, le roi Sigurd Ier de Norvège passe par la côte ibérique occidentale pour se rendre en Terre sainte avec 60 navires et 5 000 hommes, dans le cadre de ce qui est connu sous le nom de « Croisade norvégienne ». Partis à l'automne 1107, les Norvégiens hivernent un an plus tard sur la côte galicienne avec l'autorisation d'un seigneur local mais, manquant de nourriture, ils pillent son château. En route vers la Méditerranée, ils remontent la Ribeira de Colares (pt), qui n'est pas encore ensablée à l'époque, puis pillent le château de Sintra ou de Colares, combattent les musulmans à Lisbonne et pillent ensuite Alcácer do Sal .
Le 24 janvier 1110, le comte Henri se joint au roi Alphonse Ier d'Aragon pour infliger ensemble une défaite à l'émir de Saragosse, Al-Musta'in II, à la bataille de Valtierra, près de Tudela.

### Perte de Santarém en 1111
Comme les Almoravides menacent la frontière sud du comté de Portugal, le comte Henri envoie en 1110 Suario Fromarigues à Santarém à la tête de troupes de renfort. Mais celles-ci sont attaquées alors qu'elles campent à Vatalandi, dans un lieu aujourd'hui inconnu mais proche du Tage. Suário Fromarigues et le chevalier Miro Crescones sont tués au cours de l'action.
L'année suivante, Santarém est à nouveau assiégée par les troupes de Seyr. Faute de forces suffisantes et de promesses d'aide, la ville et son territoire tombe aux mains des Almoravides.

### Attaques almoravides (1116-1117)

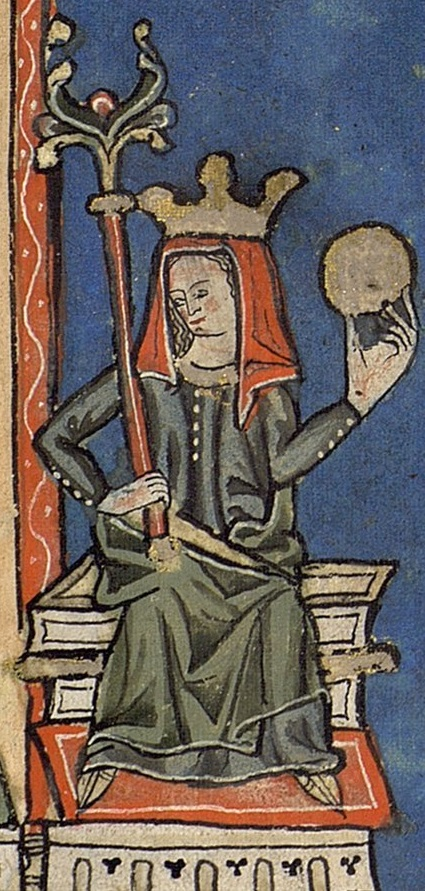
La comtesse-régente Thérèse de Portugal.

De nouvelles attaques almoravides sont déjà attendues avant la mort du comte Henri mais ce n'est qu'en 1116 qu'une de leurs armées commandée par Abd al-Malik s'avance sur la région de Coimbra. Les Almoravides massacrent la garnison du château de Miranda da Beira et s'emparent du château de Santa Eulália, dont l'alcaide, Diogo Galinha, est emprisonné. Les habitants de Soure abandonnent leur château et se retirent à Coimbra. Les faubourgs de cette ville sont alors attaqués et détruits, puis les Almoravides se replient vers le sud.
Coimbra est à nouveau attaquée en 1117 par l'émir almoravide lui-même, Ali ben Youssef, à la tête d'une grande armée composée d'Africains et d'Andalous . Cependant, les portugais résistent victorieusement, au prix de plusieurs milliers de victimes . Malgré leur échec, ce siège marque l'apogée de la puissance des Almoravides dans la Péninsule Ibérique  . À la suite de la défense réussie de Coimbra, la comtesse Thérèse s'autoproclame reine de Portugal.

La croix des Templiers.

En 1128, les Templiers s'installent sur le territoire portugais et la comtesse Thérèse donne à l'Ordre le château de Soure, construit dans la seconde moitié du XIe siècle par Sesnando Davides, près de Coimbra, sur la route reliant la ville à Lisbonne.
La même année, la comtesse est vaincue à la bataille de São Mamede par son fils, Alphonse Henriques, ce qui permet à ce dernier de prendre le contrôle du comté de Portugal.
Afin de défendre la région de Coimbra des raids annuels des Almoravides, il fonde en 1135 le château de Leiria, à mi-chemin entre Coimbra et Santarém. L'année suivante, le comte portugais conquiert Ourém.

## Naissance duRoyaume de Portugalen 1139

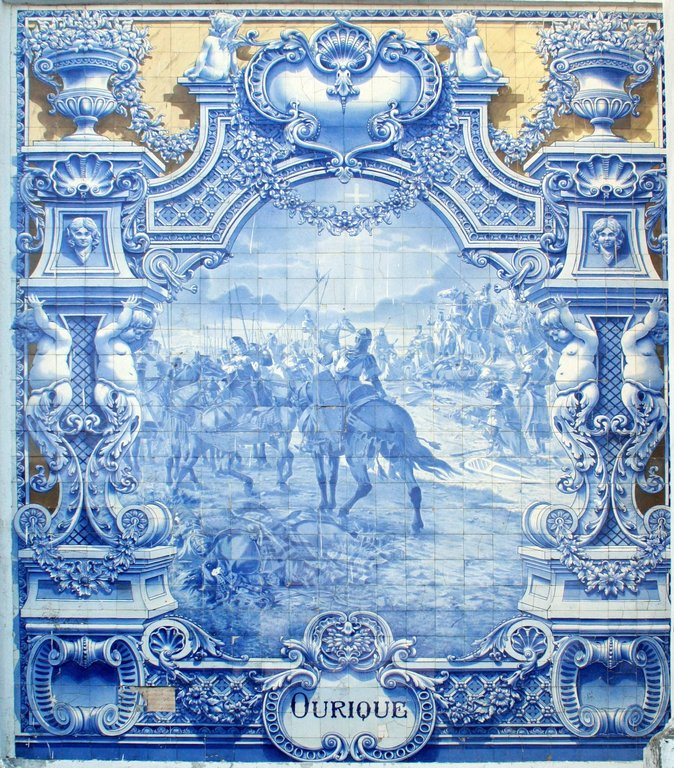
Panneau de tuiles faisant allusion à la bataille d'Ourique.

En 1137, le comte portugais signe la paix de Tui avec son cousin, l'empereur Alphonse VII de León . Cette année-là, les Léonais assiégent Oreja et les garnisons Almoravides quittent les châteaux de l'ouest de la péninsule pour secourir la ville assiégée. Le comte Alphonse Henriques en profite pour lancer un raid en territoire musulman qui ne rencontre que peu de résistance .
En 1139, les portugais sont interceptés à leur retour de raid en territoire almoravide, dans un lieu du Bas-Alentejo, par une armée musulmane commandée par Esmar, probablement le gouverneur de Cordoue Muhammad Az-Zubayr Ibn Umar, qui fait appel aux garnisons de Beja, Badajoz, Évora, Séville et Elvas, formant une armée relativement nombreuse. De leur côté, les chrétiens comptent environ 800 à 1 000 cavaliers et 1 600 à 2 000 fantassins, dont des lanciers et des arbalétriers. Lorsque les almoravides tentent d'attaquer le camp portugais, installé sur une colline, ces derniers sortent à leur rencontre et les vainquent par une charge de cavalerie lourde.
Le jour de la bataille d'Ourique, le victorieux comte portugais est acclamé roi par ses hommes, sous le nom d'Alphonse Ier, en étant levé sur son bouclier comme à l'ancienne mode germanique . Il se signe désormais rex . Bien que le comté de Portugal soit un important vassal du royaume de León, l'économie portugaise se caractérise par un certain manque de développement et il n'y a pas encore de monnaie locale . L'expansion du pays est d'une importance capitale pour la légitimation d'Alphonse Ier en tant que souverain indépendant, la bulle papale Manifestis Probatum reconnaissant les efforts du roi pour reconquérir des territoires pour la chrétienté et sa revendication du titre de roi comme méritant d'être approuvée.

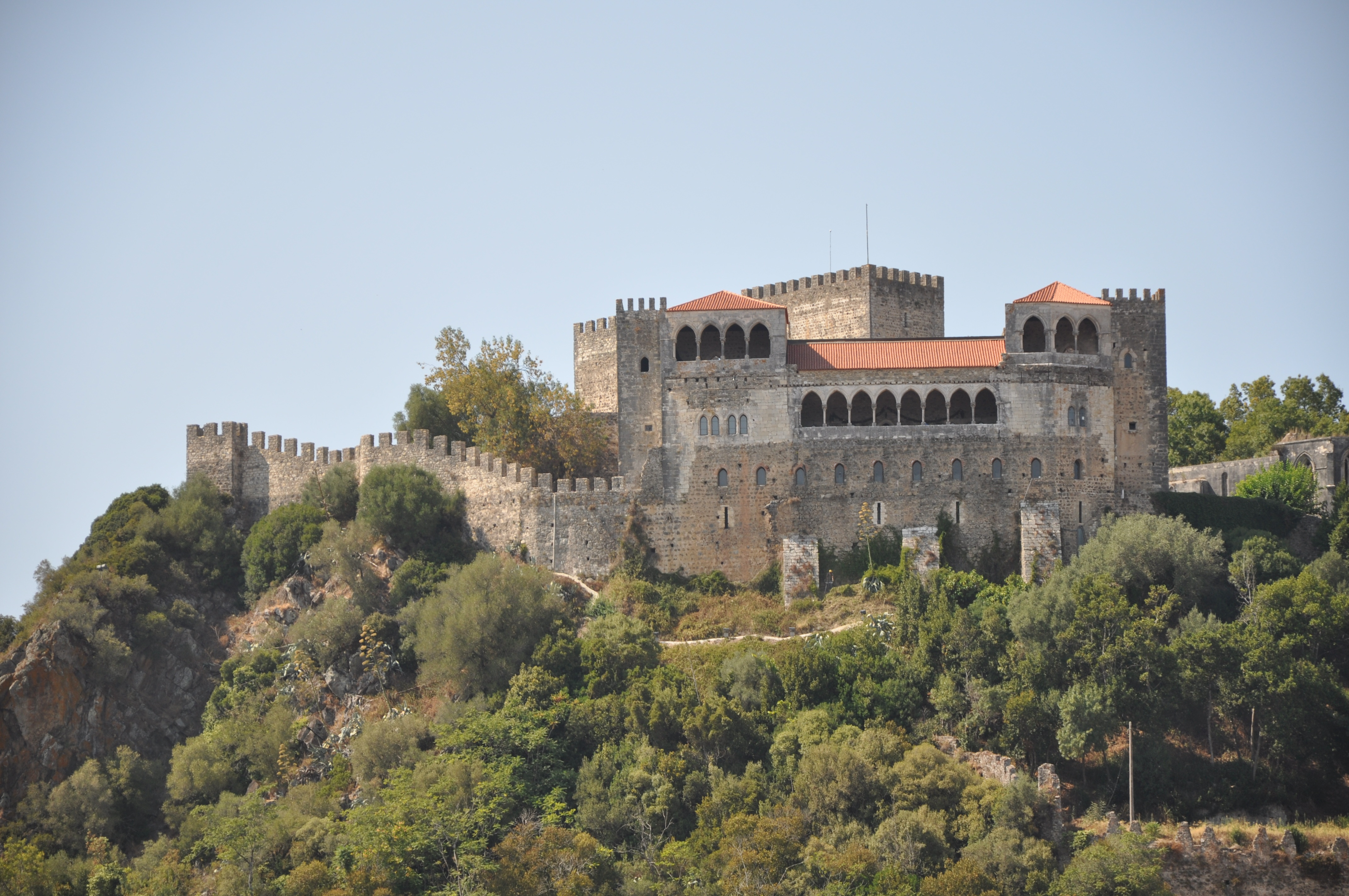
Le château de Leiria.

Après la bataille d'Ourique, Esmar regroupe ses troupes à Santarém en vue d'une nouvelle attaque. Les almoravides dévastent Leiria et leurs cavaliers pénétrent sur le territoire portugais jusqu'à Trancoso .
En paix avec le roi Alphonse VII de León, son cousin, après la bataille d'Arcos de Valdevez, Alphonse Ier de Portugal part vers le sud. Il traverse le Douro, près de Lamego, pour effectuer une offensive contre les musulmans qui ont investi Trancoso et les met en déroute. De retour de cette campagne militaire, il fonde l'Abbaye de Tarouca.

### Première tentative de conquête de Lisbonne en 1142
Une flotte de croisés nord-européens en route vers la Terre Sainte, pour la plupart des Anglais et normands en provenance de Southampton ainsi que d'Hastings, débarquent à Vila Nova de Gaia en raison du mauvais temps . Le roi portugais réussit à les convaincre de participer à une campagne audacieuse contre Lisbonne, la principale ville de la région, dont le contrôle lui ouvrirait la porte de l'Estrémadure.
La flotte croisée pénètre le Tage puis, avec les Portugais, attaque la ville de Lisbonne mais le siège doit être abandonné en raison de désaccords entre le roi Portugais et les croisés nord-européens .

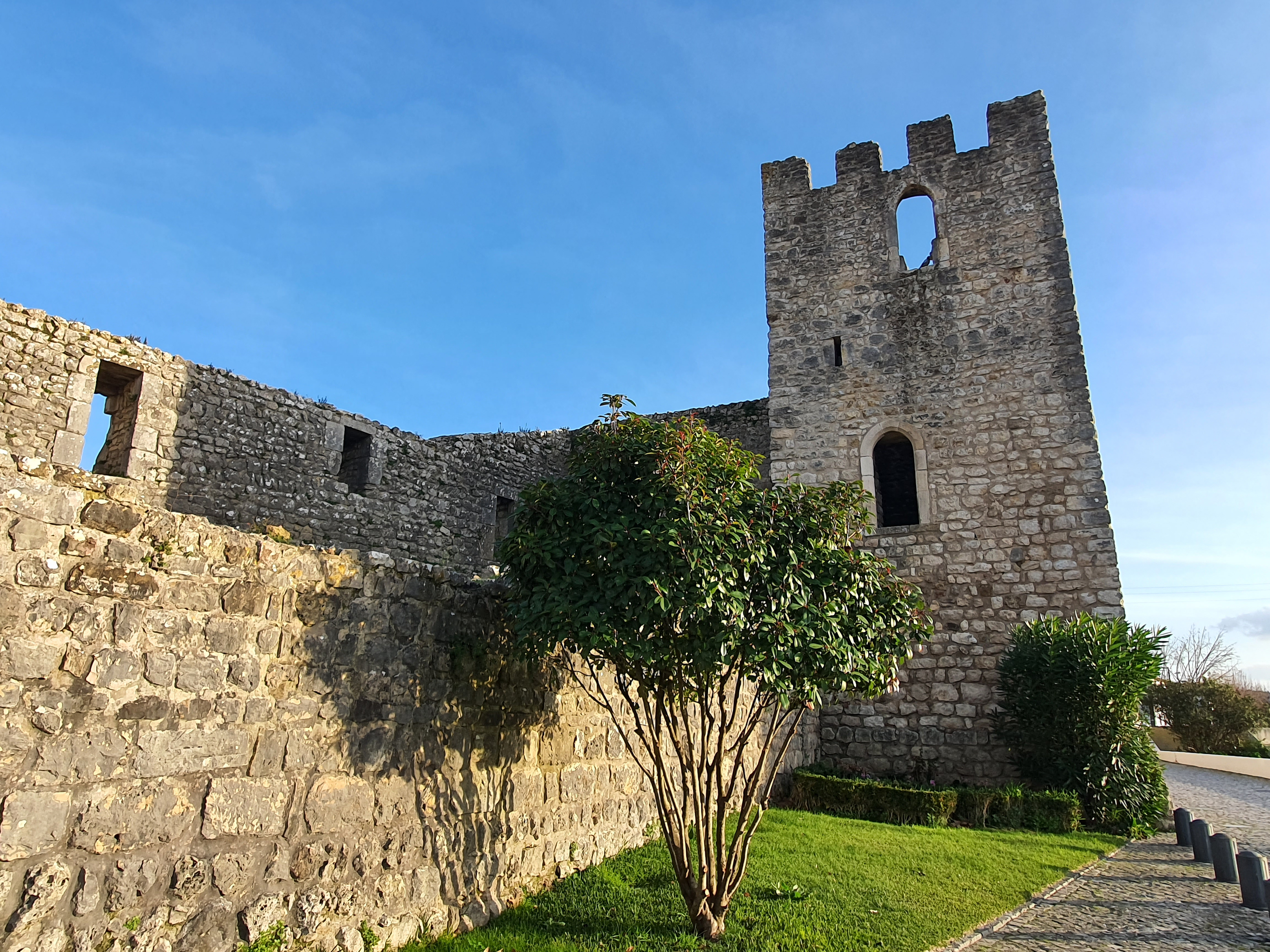
Le chateau templier de Soure.

En 1143, la paix est scellée avec le royaume de León, au nord, par le Traité de Zamora, assurant ainsi la sécurité de la frontière nord. En 1144, les Almoravides, partis de Santarém et commandés par Esmar, pillent le château templier de Soure, dont les défenseurs sont emprisonnés. L'année suivante, le roi portugais effectue un raid à Beja, d'où il revient chargé de butin.

### Le déclin des Almoravides (1144-1445)

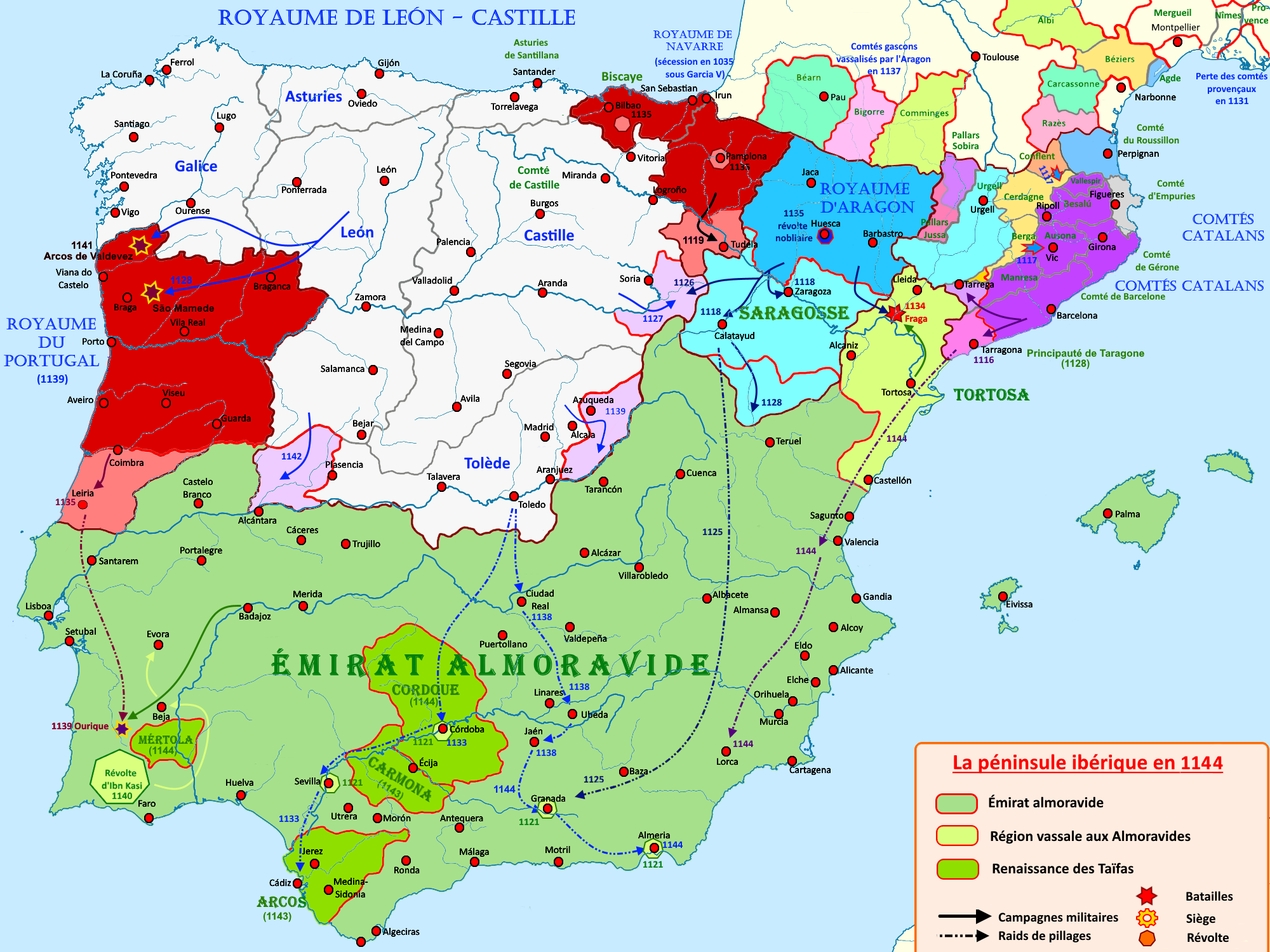
La péninsule ibérique en 1144.

Le pouvoir almoravide en Ibérie commence à s'effondrer à partir de 1144, lorsque les Muridines (« disciples ») se révoltent dans le Gharb, dirigés par le mystique soufi Ibn Qasi. Ibn Qasi est un radical anti-almoravide qui a abandonné une vie de luxe et dont les écrits affichent de fortes tendances ésotériques ismaéliennes. Il est probable que leur révolte est due à un mélange de théologie almohade, de revendications messianiques ainsi que d’une idée spiritualiste de l’Islam face à la richesse des oulémas et au rigorisme des juristes musulmans favorisés par les Almoravides. Il conquiert Mértola avec l'aide d'Ibn al-Qabila et de 70 muridines en 1144. Avec l'aide du gouverneur d'Évora, Ibn Qasi prend possession de Silves, Évora, Beja, Huelva, Niebla puis organise deux attaques contre Séville et Cordoue qui échouent. La révolte muridine a considérablement affaibli la capacité des Almoravides à répondre aux menaces extérieures, aidant indirectement les chrétiens.
Les Muridines se séparent en 1145 et Ibn Qasi se retrouve déposé par Ibn Wazir. Il rejoint ensuite les Almohades, qui le nomme plus tard gouverneur de Silves. Cette même année, le roi Alphonse Ier de Portugal lance un raid, en territoire musulman, qui atteint Beja, d'où il revient chargé de butin. Toujours en 1145, le château de Longroiva est concédé aux Templiers par la sœur du roi portugais, Sancha Henriques, et son mari Fernão Mendes II de Bragance .

### Prise de Santarém en 1147

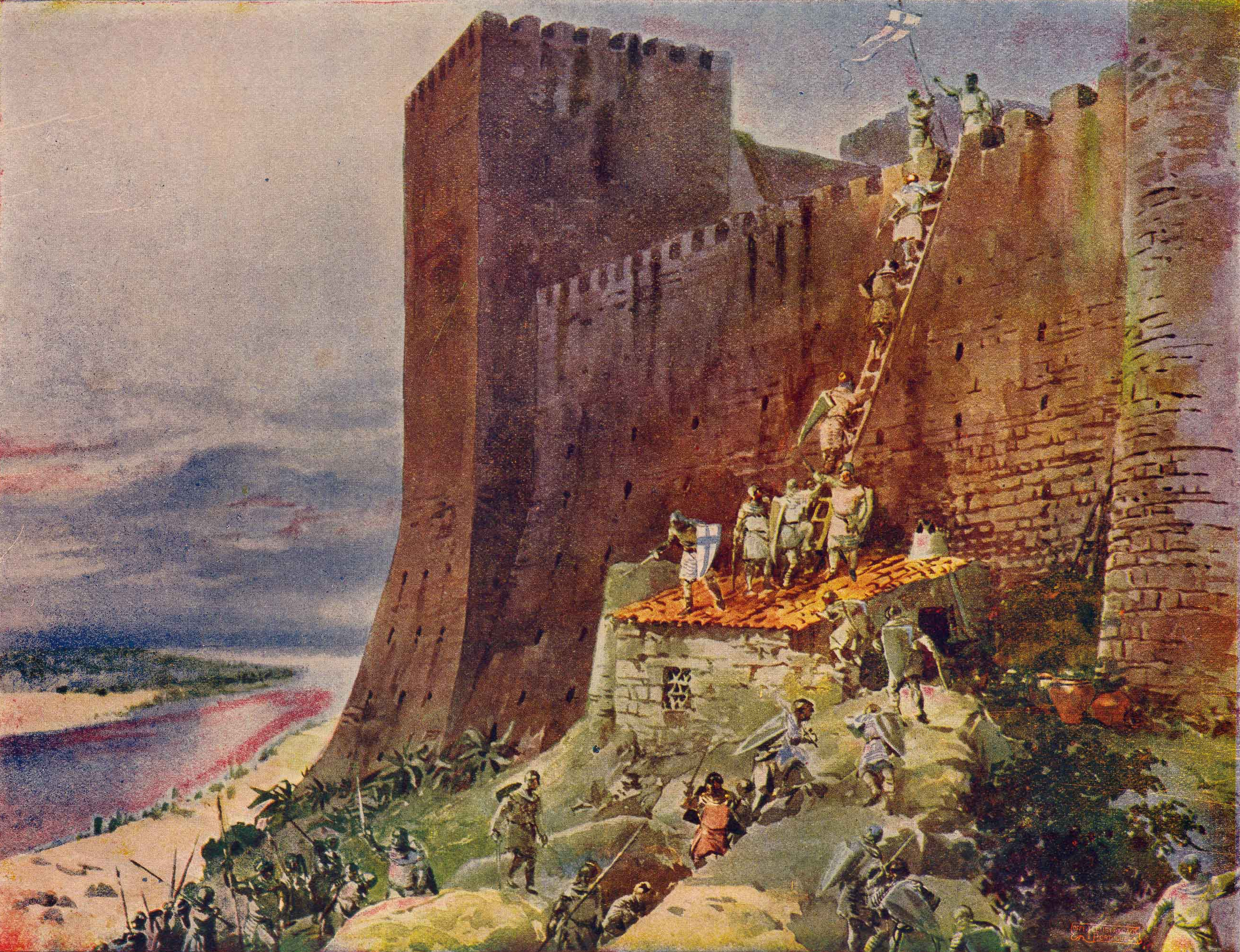
La conquête de Santarém en 1147 (Roque Gameiro, 1917).

Sous prétexte de parler aux Templiers capturés à Soure, le roi Alphonse Ier envoie Mem Ramires, qui parle arabe, à Santarém pour espionner ses défenses. Le moment pour la prise de Santarém est bien choisi car l'Empire almoravide est en train de se désintégrer en raison de graves révoltes, notamment celle des Almohades.
Le 10 mars, le roi portugais quitte Coimbra avec 250 hommes, dont des templiers, et après cinq jours de marche, ils installent leur camp à Pernes. À l'aube, les murs de Santarém sont escaladés par un petit groupe dirigé par Mem Ramires, qui ouvre alors les portes au roi et à ses hommes qui attendent dehors, permettant ainsi aux Portugais de prendre la ville.

### Conquête de Lisbonne en 1147

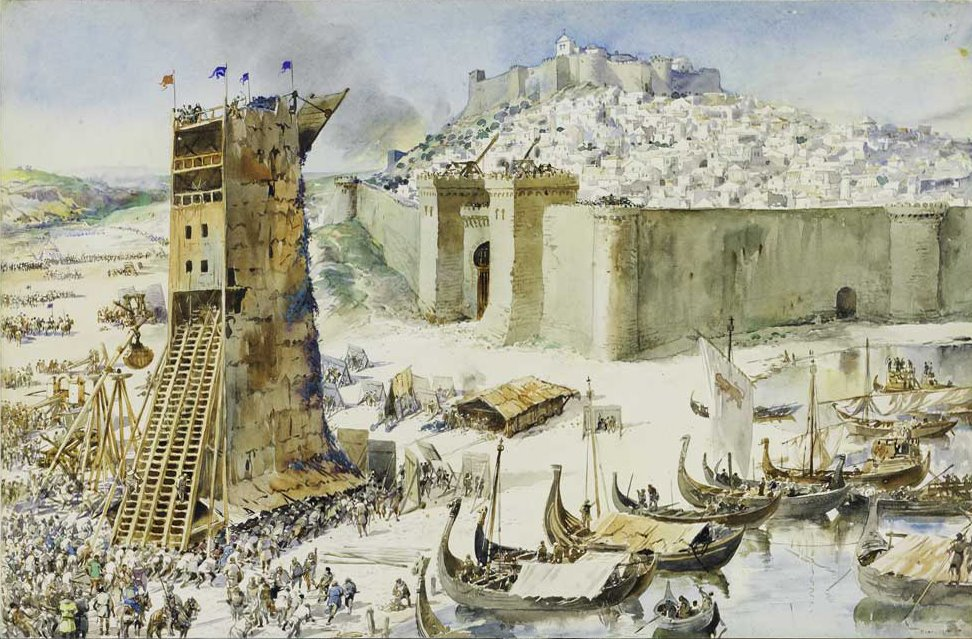
Le siège de Lisbonne, illustré par Roque Gameiro.

Après la chute d'Édesse, le pape Eugène III appelle à une nouvelle croisade et c'est dans ce contexte que, le 16 juin, une importante flotte de croisés totalisant 164 navires arrive au Porto, en route vers le Moyen-Orient. L'évêque de Porto, Pedro II Pitões, les reçoit et les convainc de participer au siège de Lisbonne.
L'armée du roi Alphonse Ier de Portugal quitte Coimbra le 6 juin et lorsque la flotte croisée entre dans le Tage le 28 juin, les Portugais ont déjà établi des camps sur le Monte de São Gens. Le roi est accompagné de certaines figures de la noblesse, comme Fernão Mendes II de Bragance, Fernão Peres Cativo ainsi que Martim Moniz qui meurt pendant le siège. Les Portugais comptent environ 3 000 hommes et les croisés de 10 000 à 13 000 hommes.

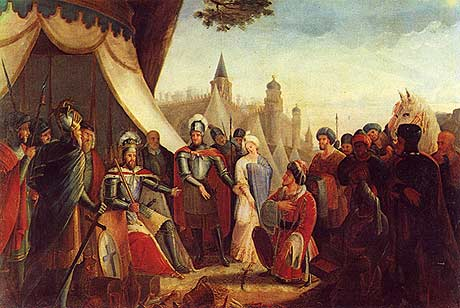
Capitulation de Lisbonne, peinture du XIXe siècle par Joaquim Rodrigues Braga.

Le 29 juin, le roi portugais et les chefs croisés se mettent d'accord sur les termes de la conquête ainsi que sur le partage du butin. Il est convenu que les croisés ont le droit de piller, de faire des prisonniers, d'obtenir des rançons et des privilèges commerciaux. Le roi de Portugal obtient la possession de la ville avec toutes ses propriétés et peut les distribuer, en récompense, aux participants du siège qui souhaitent s'installer à Lisbonne.
Les musulmans refusent toute offre de reddition pacifique . Les Anglais et les Normands installent leur camp à l'ouest de la ville, tandis que les Allemands et les Flamands choisissent l'endroit où se trouve aujourd'hui le Monastère de Saint-Vincent de Fora. Un siège sévère s'ensuit jusqu'à ce que les défenseurs Maures, touchés par la famine et la peste, capitulent après plus de trois mois de résistance. Le 25 octobre a lieu l'entrée solennelle du roi portugais dans la ville.
Une fois Lisbonne conquise, le château de Sintra se rend ainsi que ceux de Vila Franca de Xira, Povos et Arruda dos Vinhos.

### Premières avancées au sud du Tage à partir de 1147

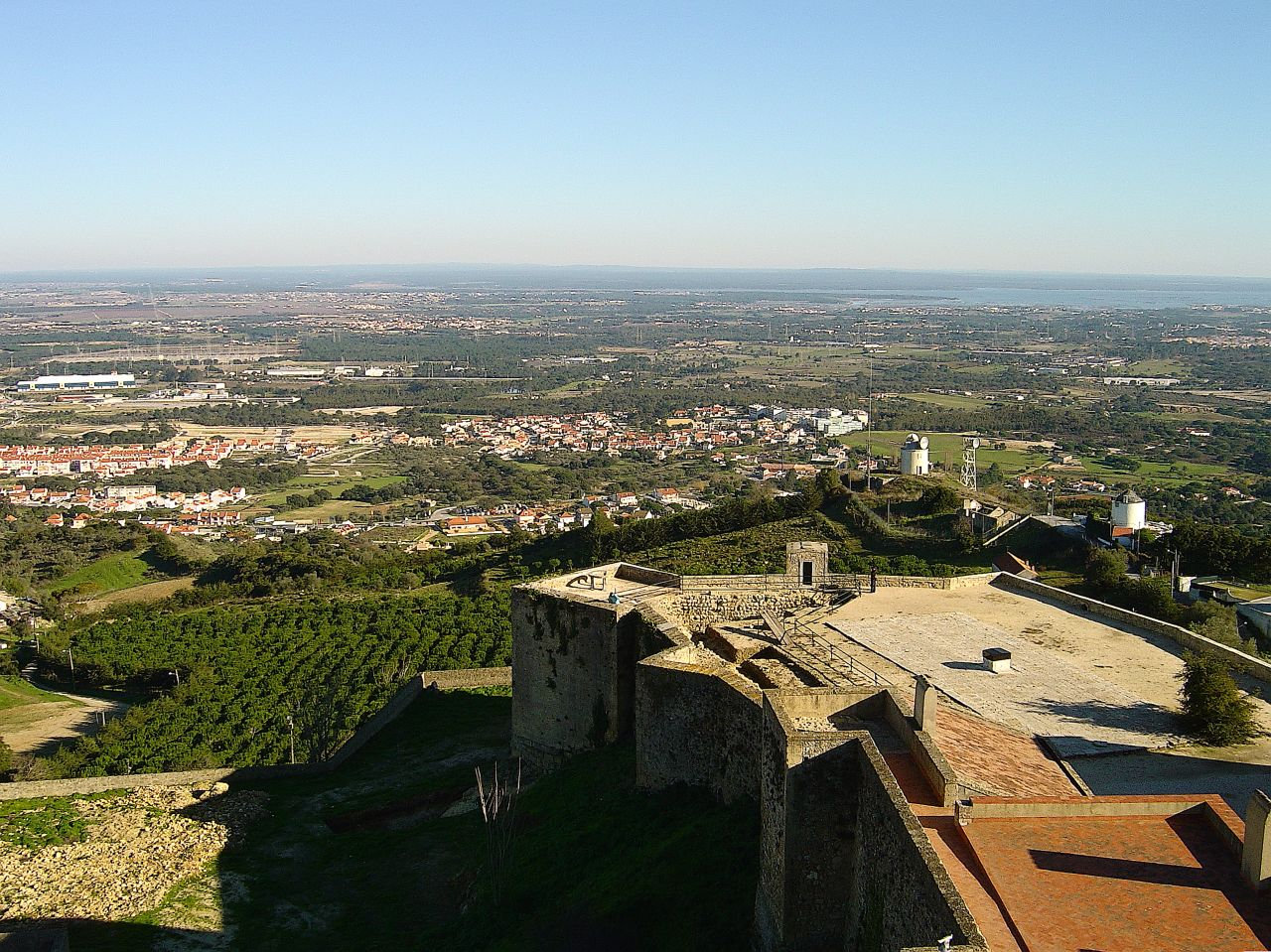
Vue dominante sur le château de Palmela vers le sud.

Lors du siège de Lisbonne, Almada est conquise, sur la rive sud du Tage, tandis que Palmela est abandonnée par sa garnison lorsque la ville de Lisbonne tombe aux mains du roi portugais,.
Moins de trois mois après la conquête de Lisbonne, Óbidos est prise d'assaut pendant la nuit par un groupe d'hommes dirigé par Gonçalo Mendes da Maia, O Lidador, le 10 janvier 1148,. Cette année-là, les forces du roi Alphonse Ier conquièrent également les châteaux de Torres Novas, Porto de Mós, Alenquer, assiégé en mai et pris le 24 juin, puis Torres Vedras, conquis le 15 août. Le château de Torres Vedras a des murs solides qui opposent une forte résistance aux Portugais mais, lorsqu'il est pris par la force, tous ses occupants encore présents sont massacrés. Abrantes est conquise le 8 décembre.

## InvasionAlmohadeà partir de 1150

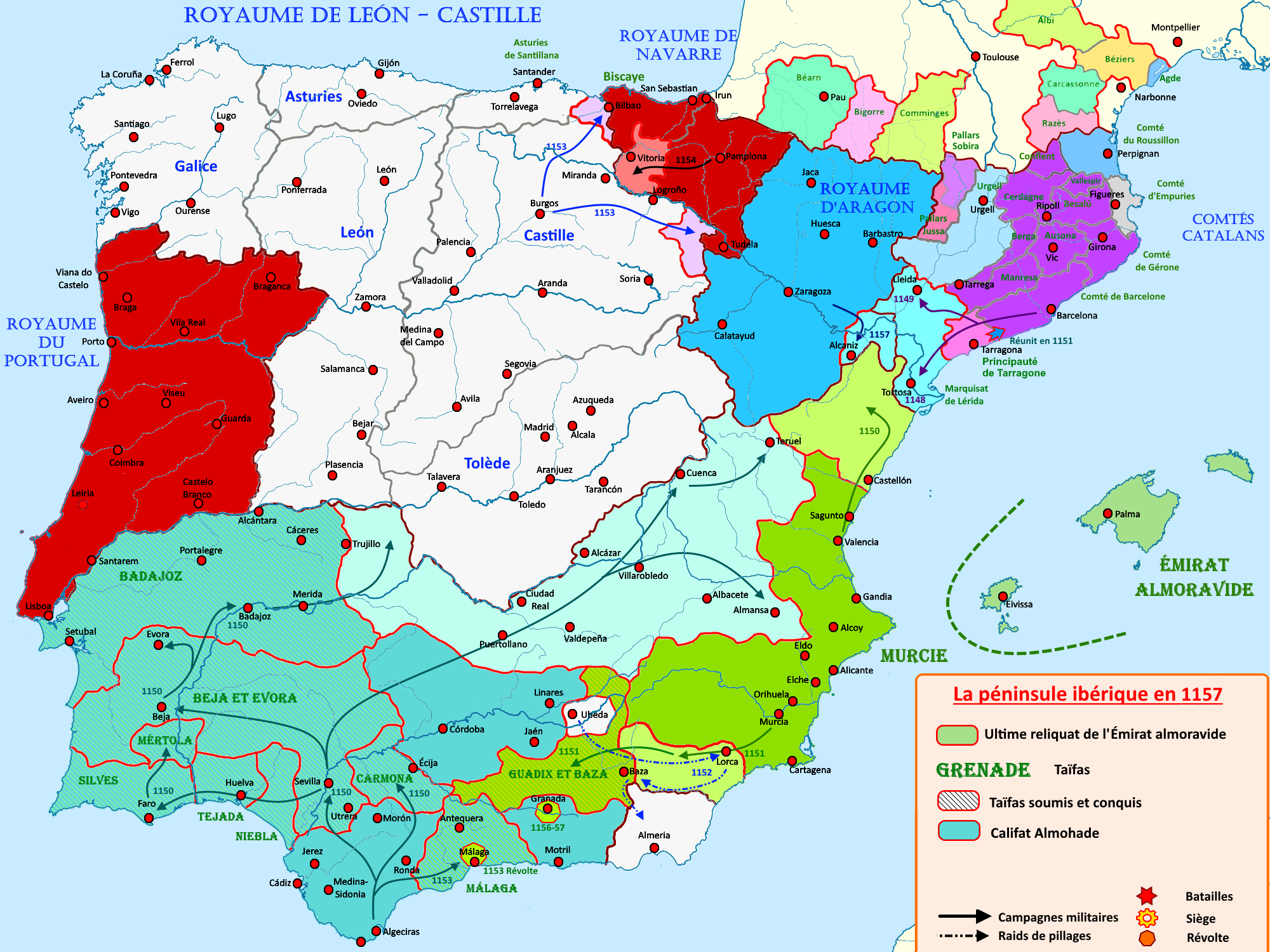
La Péninsule ibérique en 1157

En 1151, Ibn Qasi se rebelle contre les envahisseurs Almohades à Silves et sollicite la protection du roi portugais. Lorsque ce pacte est rendu public, il est assassiné par un groupe de dissidents et décapité.

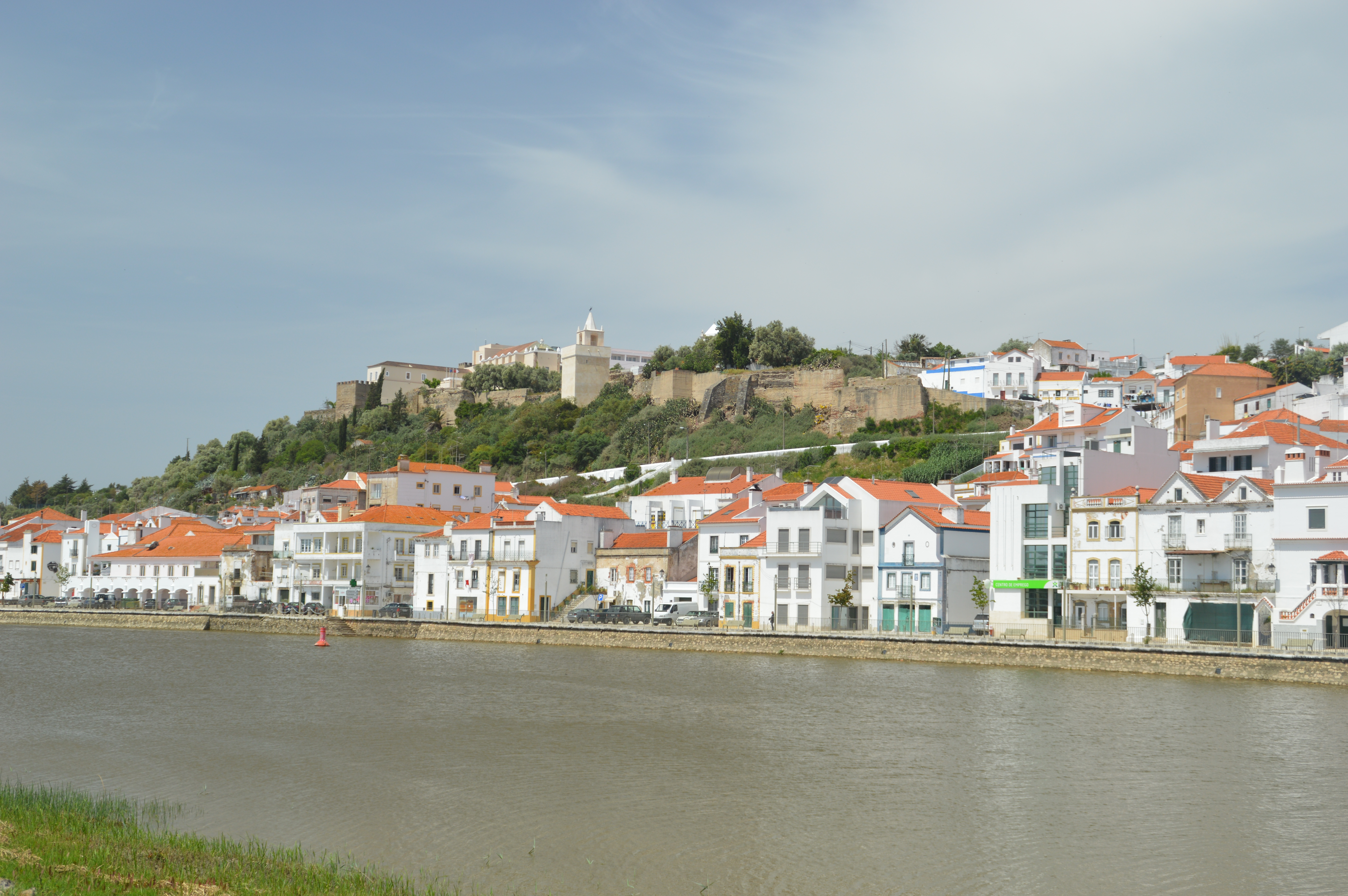
Le château d'Alcácer do Sal.

Alphonse Ier tente, en 1151, de prendre Alcácer do Sal par surprise, comme il l'a fait à Santarém, mais les Portugais sont repoussés. Le roi est blessé et retourne à Lisbonne. Après trois ans de paix, en 1154, Alcácer do Sal est à nouveau encerclée par le roi portugais avec le soutien d'une flotte de croisés, commandée par le comte Thierry d'Alsace, mais le château résiste . Une troisième tentative contre Alcácer a lieu en 1157 lorsqu'une nouvelle flotte de croisés, en route vers la Syrie et venant de la mer du Nord, fait escale à Lisbonne. Cependant, les chrétiens sont à nouveau contraints de battre en retraite.
En avril 1158, Alcácer do Sal est de nouveau encerclée et, après soixante jours, la ville tombe aux mains des portugais . À la suite de la chute d'Alcácer do Sal, Santiago do Cacém tombe également aux mains du roi de Portugal ,.
En 1165, Sesimbra est prise de force par Alphonse Ier et Palmela, réoccupée depuis, se rend plus tard la même année.
La reconquête portugaise voit la participation de croisés du nord de l'Europe à plusieurs reprises, notamment des croisés anglais, français, flamands, normands, danois et allemands qui sont passés par le Portugal au cours de leur trajet vers la Terre sainte. Beaucoup s'y installent à l'invitation du roi Alphonse Ier ou de son fils, le roi Sanche Ier .

### Campagnes militaires de Gérald sans Peur

La croix de l'Ordre de Calatrava.

Toujours en 1165, Geraldo Geraldes, dit sans Peur, prend Évora en faveur du roi portugais qui le nomme alcaide de la ville.

L'année suivante, il prend Trujillo, Cáceres, en janvier, Montánchez, Alconchel, Serpa et Juromenha, qui devient la base pour attaquer la ville de Badajoz. Toujours en 1166, un nouvel Ordre des frères chevaliers est créé à Évora, mais comme il n'est pas autorisé par le Pape, il est intégré à l'Ordre de Calatrava.
Le perfide galicien Alphonse Henriques, seigneur de Coimbra - Malédiction de Dieu ! - il connaissait bien le courage de ce chien Geraldo. Sa pensée constante était de prendre les villes et les châteaux par trahison, avec seulement son peuple: il avait les musulmans à la frontière avec la terreur de ses armes. Ce chien procédait ainsi: il avançait, inaperçu, dans la nuit pluvieuse et sombre et, insensible au vent et à la neige, se dirigeait vers les villes ennemies. Pour ce faire, il prit de longues échelles en bois, afin de pouvoir grimper au-dessus des murs de la ville qu'il cherchait à surprendre; et quand le gardien musulman dormait, il appuya les échelles contre le mur et fut le premier à gravir le château. Et attrapant le gardien, il lui dit:
- Criez comme vous le faites habituellement la nuit quand il n'y a rien de nouveau!

Et puis ses hommes d'armes s'élevèrent au-dessus des murs de la ville, poussèrent un cri immense et exécratoire dans leur langue, entrèrent dans la ville, tuèrent tous ceux qu'ils trouvèrent, les dépouillent et prirent tous les captifs et proies qui s'y trouvaient.

### Le siège de Badajoz en 1169
Badajoz est l'une des forteresses almohades les plus importantes d'Al-Andalus et rend hommage au roi de León. En raison des attaques constantes, des raids et des conflits civils, les environs de Badajoz sont dépeuplés.

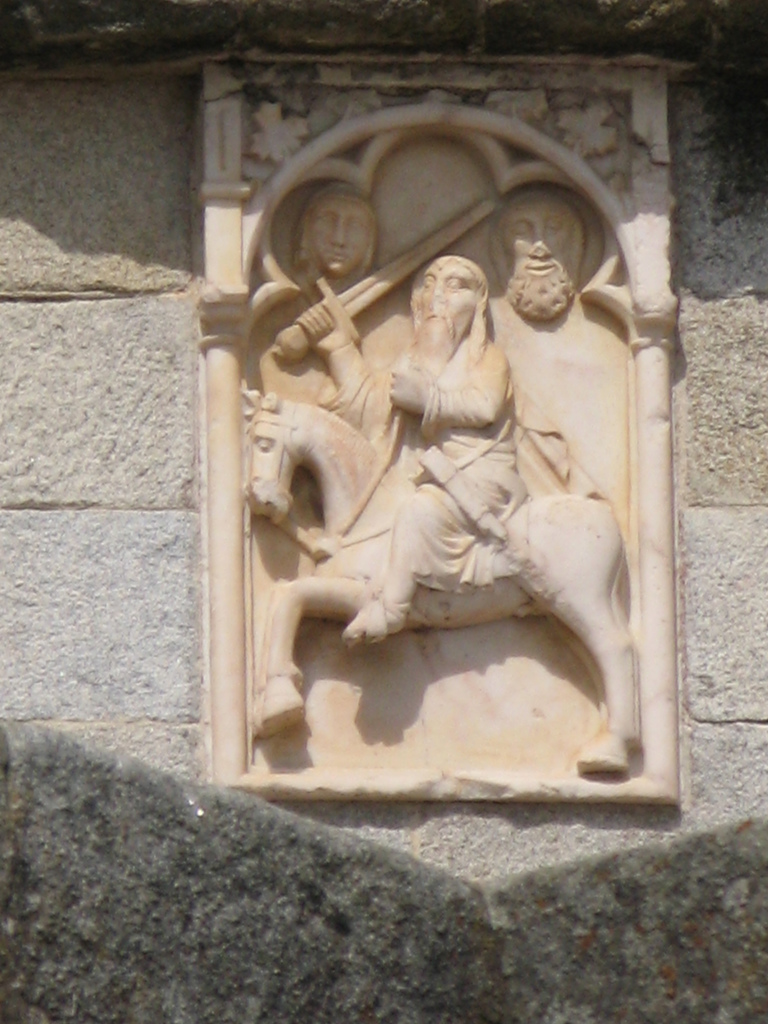
Gérald sans Peur représenté dans la cathédrale d'Évora.

En 1167, la guerre éclate entre le Portugal et le royaume de León.
Au printemps 1169, Badajoz est attaquée par Gérald sans Peur et ses hommes, qui escaladent les murs extérieurs puis occupent la Médina. L'armée d'Alphonse Ier de Portugal s'y installe mais les défenseurs almohades, piégés dans la forteresse, sont secourus par le roi de León. Lorsque le roi portugais franchit la porte de la ville, à cheval, il se casse la jambe en heurtant l'un des verrous puis est capturé par les Léonais .
Le roi de León traite son homologue portugais avec courtoisie. Cependant, ce dernier doit payer une forte rançon et céder des territoires en Galice en échange de la liberté, qui lui est accordée au bout de deux mois.
Gérald sans Peur est également capturé et contraint d'abandonner les châteaux de Trujillo, Montanchez, Santa Cruz et Monfrague en échange de la liberté. Toujours en 1169, Alphonse Ier de Portugal fait don aux Templiers du terrain sur lequel est construit ou reconstruit le château de Cardiga, dans l'actuelle Quinta da Cardiga, à côté du Tage, et le château de Zêzere.

### Contre-attaques almohades (1170-1173)
Le 15 mai 1170, Gérald sans Peur capture une grande caravane almohade chargée de fournitures envoyées pour atténuer la famine à Badajoz. Comme le roi portugais n'est plus en mesure de monter à cheval, son fils le prince Sanche est fait chevalier dans l'église de Santa Cruz de Coimbra, le 15 août 1170. Quelques semaines plus tard, en septembre, le prince mène un nouveau siège contre Badajoz, désormais sérieusement affaiblie, mais la ville est à nouveau sauvée à temps par les forces léonaises avec une armée almohade commandée par Abu Hafs Umar ben Yahya al-Hintati. Les Portugais se retirent en bon ordre en octobre ou début novembre.

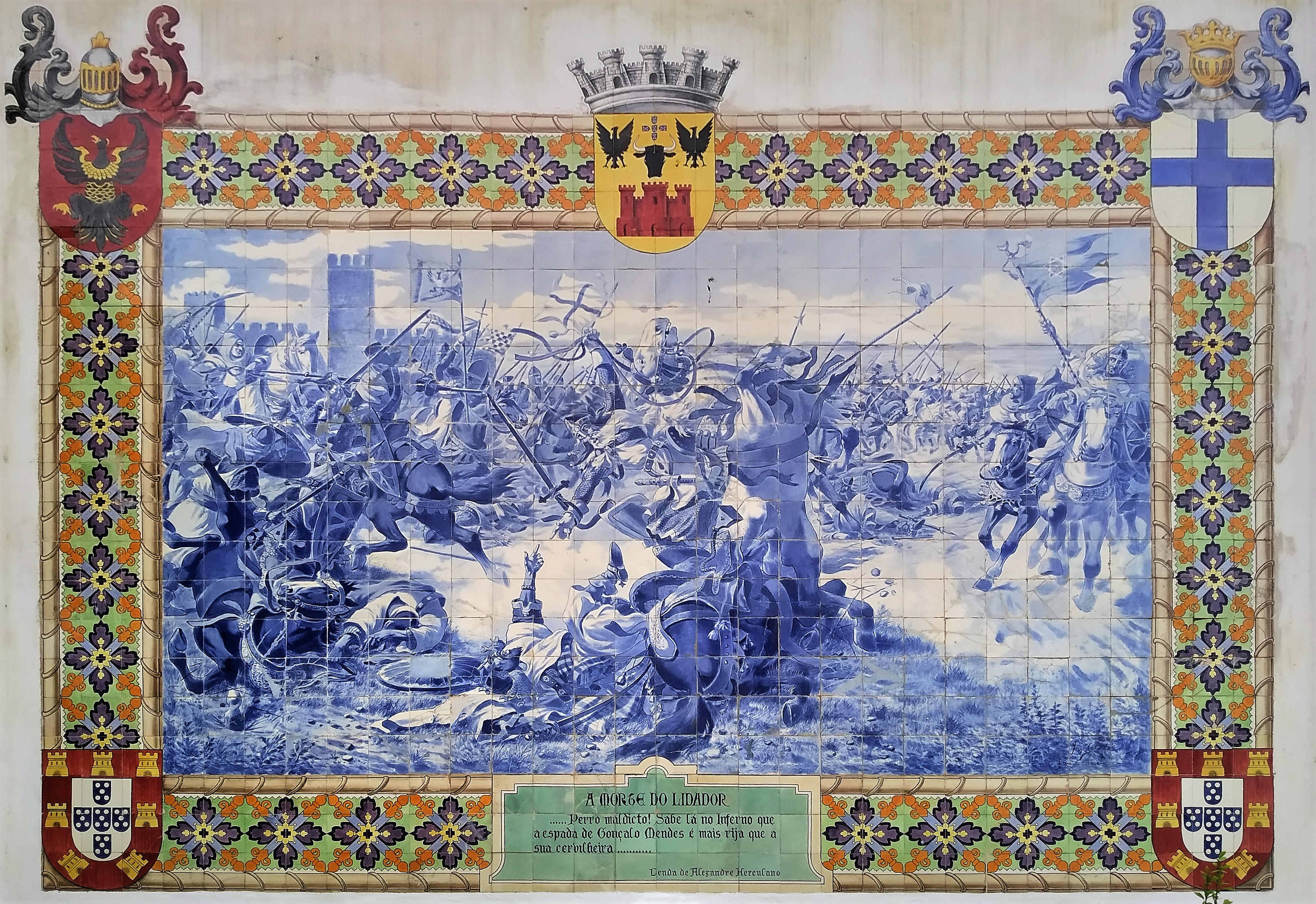
La mort do Lidador, par Jorge Colaço.

L'attaque de Badajoz alarme les Almohades qui, en 1170, organisent une offensive contre le Portugal. Abu Hafs reprend Juromenha aux hommes de Gérald. Beja est assiégée mais, en juillet, les Almohades sont contraints de lever le siège.
À l'initiative de Dom Gualdim Pais, maître des Templiers au Portugal, en 1171 le château d'Almourol est restauré. L'Ordre de Santiago s'établit au Portugal en 1172 à l'invitation du roi, qui leur offre le château de Monsanto et, l'année suivante, le château d'Abrantes.
Une trêve est alors conclue entre les ambassadeurs portugais et almohades, en septembre/octobre 1173. Après avoir signé la trêve, Gérald sans Peur abandonne le service du roi portugais et rejoint 350 hommes à la disposition du calife almohade, qui l'envoi en Afrique du nord. Cependant, lorsque des lettres de sa part au roi de Portugal sont interceptées, Gérald sans Peur est de nouveau transféré dans la région du Drâa, dont le gouverneur l'exécute .

### Trêve avec les almohades (1173-1178)

Le blason de Lisbonne.

Une trêve de cinq ans est célébrée entre le Portugal et les Almohades en octobre 1173.
Des mozarabes de Lisbonne naviguent vers Sagres et rapportent les reliques de Saint Vincent, dont le corps est enterré dans un temple sur le Promontoire Sacré . À partir de ce moment-là, le blason de Lisbonne commence à représenter un bateau avec des corbeaux qui aurait accompagné le corps du saint lors du voyage de Sagres à Lisbonne.
En 1176, Alphonse Ier fait don de Coruche et de son château, qui défend la route reliant Santarém à Évora, à l'ordre de Calatrava.

### Le grand raid de Triana
Une fois la trêve avec les almohades terminée, le prince Sanche entreprend une incursion en territoire musulman,. Les troupes, rassemblées à Coimbra en mai, comprenent de l'infanterie et de la cavalerie, des contingents de l'ordre de Calatrava, des milices du conseil de la ville et de diverses autres localités, telles que Santarém, Lisbonne et Évora, ainsi que les hôtes de certains des plus importants nobles du Portugal. L'armée compte environ 2 300 chevaliers et 5 000 soldats, l'une des plus grandes forces mobilisées par la Couronne portugaise jusqu'alors.
La région de Beja, encore sous contrôle almohade, est mise à sac. Les Portugais traversent la Sierra Morena puis atteignent Séville en novembre, mais leur armée s'avère insuffisante pour prendre la grande ville. Les Portugais campent à quelques kilomètres à l'ouest de Séville et battent une armée almohade envoyée pour les intercepter lors d'une grande bataille près de la ville,.
Bien que Séville se trouve sur la rive gauche du fleuve, le faubourg de Triana se trouve sur la rive droite, accessible par un pont flottant près de la Torre del Oro. Une tour située sur la rive droite domine l'accès au pont. Les alentours sont saccagés et un riche butin est emporté,.
Sur le chemin du retour vers Coimbra, Niebla et Gibraleón sont mises à sac. Un détachement de 1 400 cavaliers légers et la garnison d'Alcácer do Sal battent un contingent almohade venu de Beja et de Serpa, commandé par Ibn Wazir et Ibn Timsalit, tous deux morts au combat. Triana est l'une des opérations militaires les plus audacieuses de l'histoire du Portugal et permet au prince Sanche de s'imposer comme un commandant digne de ce nom et comme l'héritier du trône.
Toujours en 1178, le roi Alphonse Ier encourage les travaux du château d'Ourém .

### Offensives almohades (1179-1184)

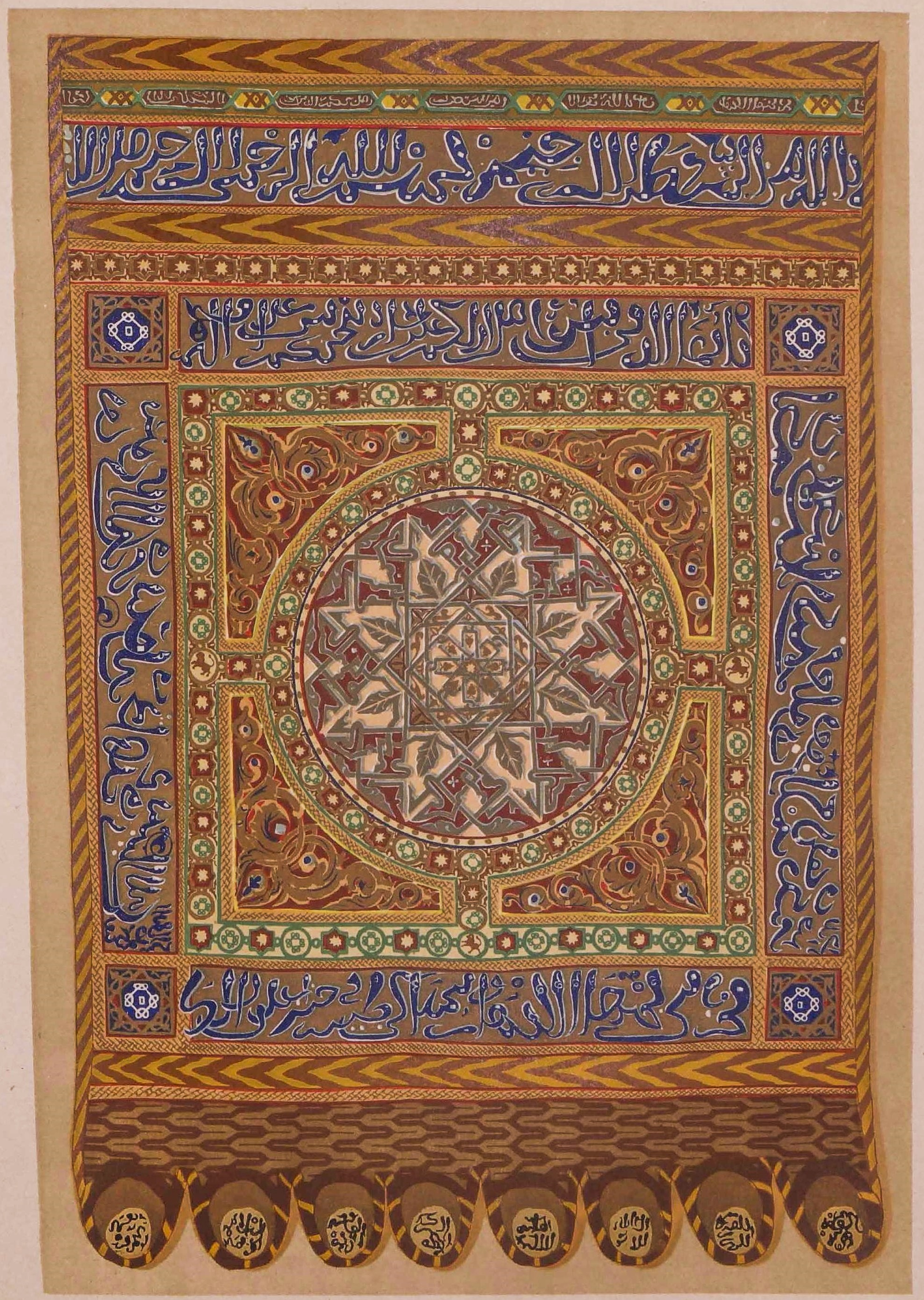
La bannière almohade de 1212.

Les représailles pour le raid de Triana ont lieu l'année suivante, lorsque les almohades envahissent le Portugal pour la deuxième fois et attaquent le château d'Abrantes, qu'ils ne parviennent pas à conquérir.
En 1180, les almohades se préparent à attaquer le Portugal une troisième fois. Une flotte de galères part de Séville pour attaquer les côtes du pays et c'est dans ces circonstances qu'a lieu la bataille du cap Espichel en juillet, au cours de laquelle le premier amiral du Portugal, D. Fuas Roupinho, détruit la flotte musulmane. Il part ensuite pour Ceuta, où il s'empare des navires dans le port. À la fin de l'année 1180, une armée almohade dirigée par Mohammed Ibn Iusuf Ibn Wammudin quitte également Séville pour assiéger Évora, tandis qu'un détachement détruit Coruche et fait prisonniers ses habitants. Au même moment, au début de l'année 1181, l'amiral portugais et sa flotte de 21 galères du Tage sont défaits par une armada de 51 galères musulmanes, qui capturent 20 navires,. A Évora, les almohades sont obligés de lever le siège et se replient sur Séville .
Au printemps 1184, le calife almohade franchit lui-même le détroit de Gibraltar à la tête d'une grande armée puis, en passant par Séville et Badajoz, envahit pour la quatrième fois le Portugal pour assiéger la ville de Santarém, défendue par le prince Sanche et le roi Alphonse Ier. Dès que la nouvelle du siège de Santarém est connue, le roi Ferdinand II de León se met en route avec son armée pour aider, victorieusement, les portugais.

### Trêve avec les almohades (1184-1189)

Drapeau du roi Sanche Ier de Portugal.

À la suite de la défaite ainsi que de la mort du calife Abu Yaqub Yusuf lors du siège de Santarém de 1184, son fils et successeur, Abu Yusuf Yaqub, négocie une trêve avec le prince Sanche. Le roi Alphonse Ier meurt le 6 décembre 1185 et son héritier lui succède sur le trône portugais sous le nom de Sanche Ier .
Les quatre premières années du règne de Sanche Ier sont paisibles. Le roi est confronté au problème des grandes étendues de territoires semi-abandonnés, des villages en ruine et des champs en friche dus à la guerre. Le roi en profite pour se concentrer sur l'organisation administrative de son royaume et accorde des chartes réglementant les lois ainsi que les privilèges de diverses villes portugaises, telles que Gouveia et Covilhã en 1186, Viseu et Bragance en 1187 puis Folgosinho et Valhelhas en 1188. Un nouveau château est construit à la frontière galicienne, à Valença, connu à l'époque sous le nom de Contrasta. Le château d'Alcanede est donné par le roi à l'ordre de Calatrava en 1187.

### La conquête de Silves en 1189

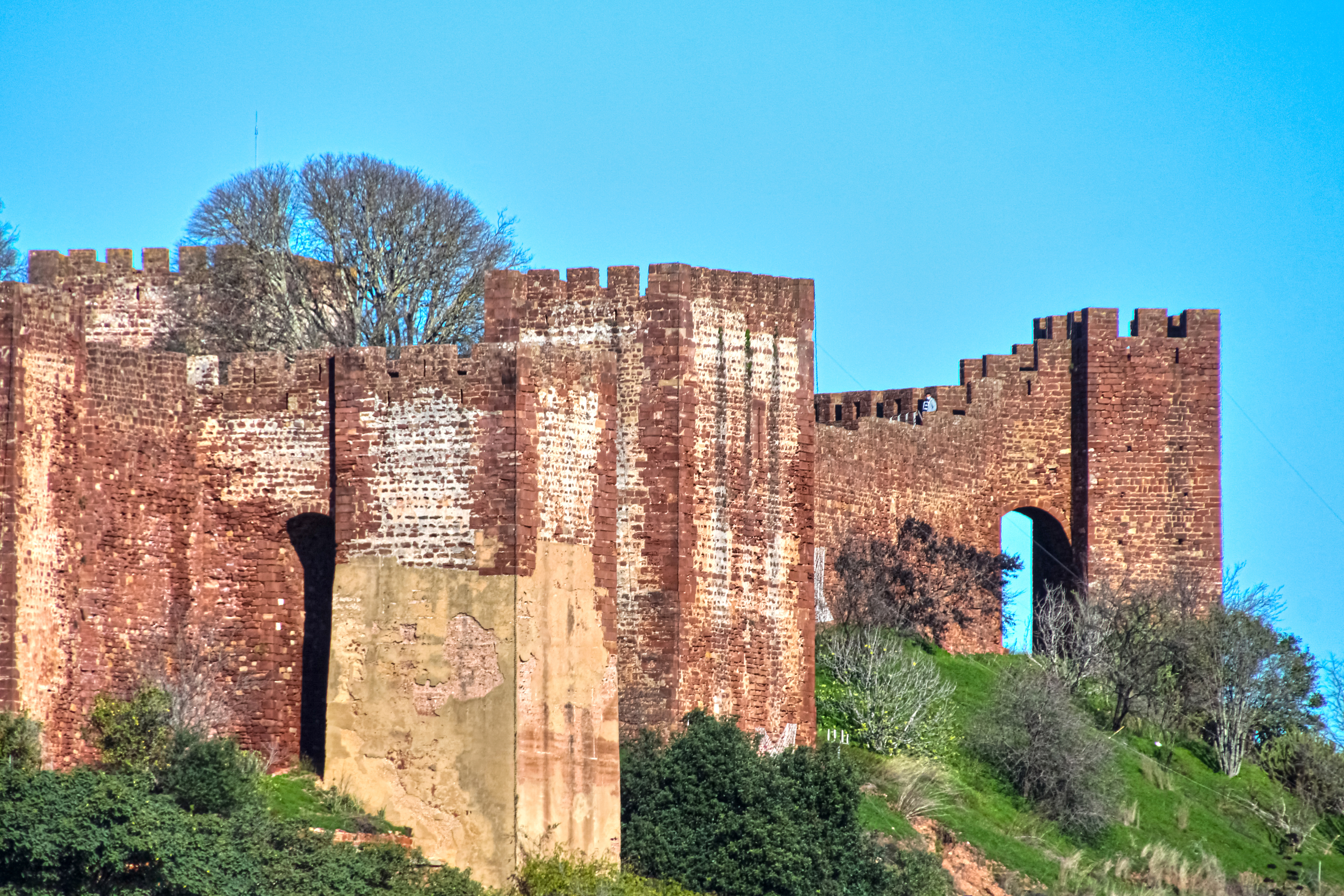
Murs et tours du Château de Silves.

La conquête de Jérusalem par Saladin en octobre 1187 provoque un grand scandale en Europe et le pape Grégoire VIII appelle à une nouvelle croisade, la troisième. Le roi portugais Sanche Ier se rend compte que pour atteindre la Terre sainte, les croisés voyageant par la mer doivent nécessairement passer par les côtes portugaises. Lorsque les premiers navires en provenance d'Europe du Nord, du Danemark et de la Frise font escale à Lisbonne en juin 1189, il les invite à attaquer le château d'Alvor, sur la côte de l'Algarve, ce qu'ils font en route vers la Palestine ,.
Une nouvelle flotte de croisés fait escale à Lisbonne le 3 ou le 4 juillet et, cette fois, le roi Sanche Ier parvient à obtenir leur soutien pour son projet d'attaque de la grande ville musulmane de Silves, la plus importante du sud-ouest de la péninsule,.
Le 20 juillet 1189, l'armée portugaise et les croisés, atteignent Silves par la mer depuis Lisbonne en remontant le fleuve Arade. La ville est attaquée le lendemain et, après un mois et demi de siège, les habitants se rendent. Outre Silves, les châteaux environnants d'Albufeira, Lagos, Alvor, Portimão, Monchique, Santo Estêvão, Carvoeiro, São Bartolomeu de Messines, Paderne et Sagres se rendent également ,,. L'armée royale part en septembre puis, à son retour, Beja est prise et le roi est à Coimbra en décembre.

## Dernières offensives almohades avant leur déclin (1190-1212)

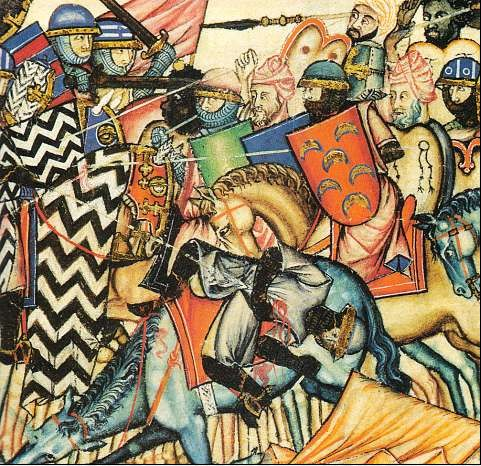
Bataille de la Reconquista représentée dans les Cantigas de Santa Maria.

Le calife almohade, Abu Yusuf Yaqub al-Mansur, prépare une grande campagne contre le Portugal depuis 1188 ,. La prise de la prestigieuse ville de Silves par les Portugais fait scandale au Maghreb et le calife ordonne la guerre sainte. En avril 1190, il franchit le détroit de Gibraltar à la tête d'une importante armée et, en juin, il assiège Silves. Le calife laisse cependant à son cousin Sayyid Yaḥyā ibn ʿUmar la direction des opérations, puis part pour Cordoue, où il rencontre les ambassadeurs du roi Alphonse VIII de Castille, qui accepte une trêve, laissant ainsi les musulmans libres de se concentrer sur l'attaque prévue contre le Portugal,.

### L'attaque musulmane de 1190
Depuis Cordoue, le calife almohade s'attaque au territoire portugais en passant par l'Alentejo.
Silves est à nouveau assiégée et, au même moment, la ville de Torres Novas est attaquée et prise; les défenseurs sont libérés, mais la ville est rasée. Le calife lui-même attaque Tomar, un puissant château templier efficacement défendu par Gualdim Pais, le maître templier au Portugal. L'objectif du calife est cependant de conquérir l'importante ville et la forteresse de Santarém.

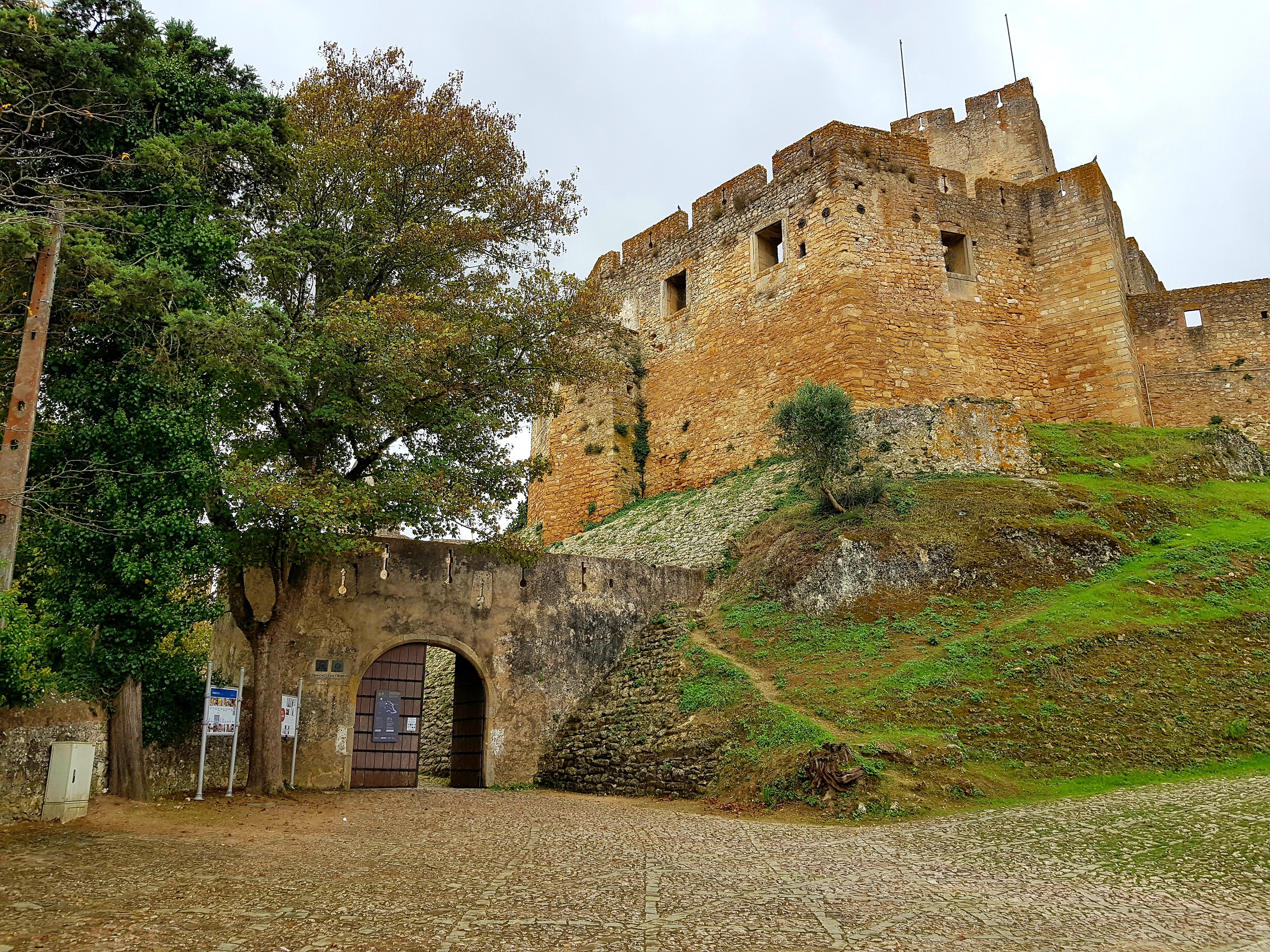
Le château de Tomar.

Par chance, des navires croisés venant du nord de l'Europe et faisant route vers la Terre sainte font escale à Silves et Lisbonne à cause du mauvais temps. Le roi Sanche Ier, qui se trouve à Lisbonne, réussit à obtenir le soutien de 500 croisés pour venir en aide à Santarém, refusant ainsi les propositions de paix du calife qui exige la reddition de Silves. Le roi portugais se met alors en route pour aider Santarém et s'installe dans la ville avec ses troupes. Face à la résistance chrétienne, le calife almohade ordonne la levée des sièges de Santarém et de Tomar pour se replier vers le sud. Malade, il quitte Silves et se retire à Séville, où il passe l'hiver avec son armée.
À Lisbonne, de graves affrontements opposent les croisés à la population juive et musulmane de la ville, ce qui entraîne l'arrestation d'environ 700 d'entre-eux. Le 24 juillet, les croisés quittent Lisbonne.

### L'attaque musulmane de 1191

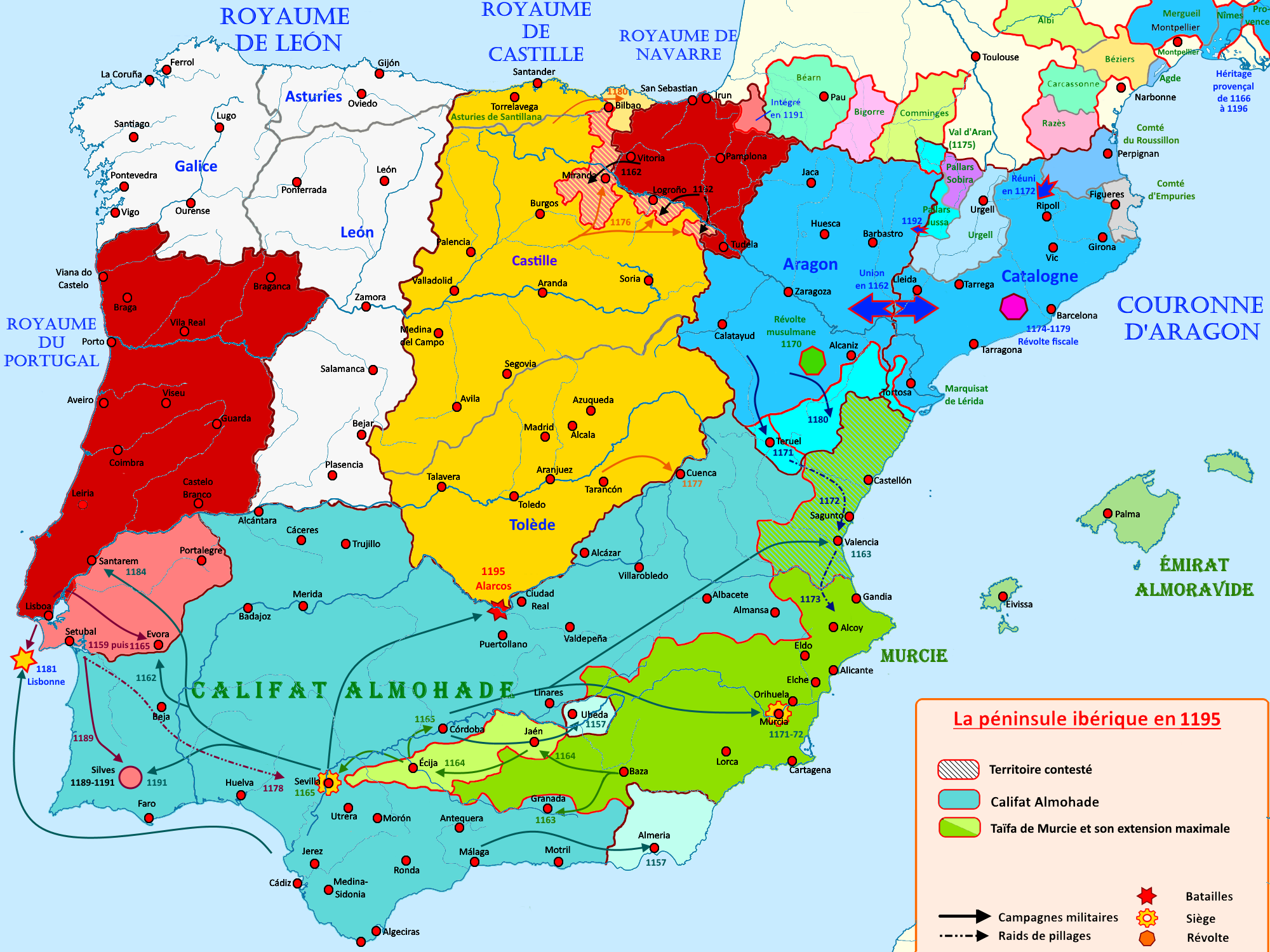
La Péninsule ibérique en 1195.

Une nouvelle campagne contre le Portugal est lancée par le calife Abu Yusuf Yaqub al-Mansur en avril 1191, plus importante que celle de l'année précédente et mieux préparée. Alcácer do Sal est assiégé et pris après que ses défenseurs aient capitulé en échange de leur vie. Une garnison musulmane est alors installée dans la ville, sous la supervision de Muhammad Ibn Sidray Ibn Wazir. Certains revenus de Ceuta et de Séville sont affectés à l'entretien du château.
Après la prise d'Alcácer do Sal, Palmela, Coina et Almada suivent. Le château de Leiria est rasé et la région de Coimbra est envahie.
En Algarve, le château d'Alvor est perdu par les Almohades. Un nouveau siège est imposé à Silves et, cette fois, le calife dispose de quatre fois plus de machines de guerre que les défenseurs. La garnison se réfugie dans une haute citadelle. Avec la permission du roi, les défenseurs se rendent le 25 juillet et sont autorisés à partir en vie.
Après avoir signé une trêve de cinq ans avec le roi de Portugal, le calife almohade retourne à Marrakech. Toutes les conquêtes portugaises au sud du Tage sont ainsi perdues, à l'exception de la ville d'Évora, qui reste aux mains de chrétiens isolés,.

### Consolidations portugaises à partir de 1191

La croix de l'Ordre de L'Hôpital.

Afin de sécuriser le royaume portugais contre de nouvelles incursions musulmanes, le roi Sanche Ier suit une politique de consolidation et de fortification de la frontière. Il est largement soutenue par les Ordres militaires tels que les Templiers, les chevaliers de Santiago, de Calatrava ainsi que les Hospitaliers qui ont défendu le territoire et aussi développé l'agriculture.
Les Templiers reçoivent des terres à Santarém et Idanha. Les chevaliers de Santiago reçoivent le château de Santarém. En 1193, le château et le territoire de Mafra sont accordés à l'Ordre de Calatrava. En 1194, le roi de Portugal fait don des terres de Guidintesta aux Hospitaliers et, en échange, l'Ordre y érige le Château de Belver.
La ligne du Tage comprend les châteaux templiers de Almourol, Castelo Branco, Pombal, Tomar, Zêzere, Idanha-a-Velha, Idanha-a-Nova; les châteaux santiaguistes de Monsanto, Abrantes, Santarém; le château des Hospitaliers de Belver, le Château de Torres Novas, le château d'Alverca, le château de Povos et Lisbonne. Les ordres religieux ouvrent la voie au développement de l'agriculture, en particulier les cisterciens, dont les greniers à blé exploités par des confrères permettent de réaliser des travaux agricoles et d'élevage d'une sophistication et d'une ampleur inédites au Portugal. Les ordres militaires  adoptent des économies d'échelle similaires et introduisent des méthodes de production, d'irrigation et de fortification sophistiquées. À mesure que l'Islam recule, les villes portugaises deviennent de plus en plus prospères puis étendues, et des signes d'un commerce maritime international portugais apparaissent dès le XIIIe siècle ,.

### La bataille d'Alarcos en 1195
Le roi Alphonse VIII règne alors sur la Castille, envahissant l'Andalousie jusqu'à Algésiras. Pour contrer l'avancée chrétienne et surtout castillane, le calife almohade ordonne la guerre sainte et retraverse le détroit de Gibraltar à la tête d'une grande armée. Alphonse VIII lance un appel aux rois voisins pour une grande coalition péninsulaire, mais les monarques de Léon, de Navarre et d'Aragon s'abstiennent. Seul Sanche Ier de Portugal envoie un corps de troupes au secours de la Castille. À la tête de ce corps se trouve Rodrigo Sanches, le maître de Gonçalo Viegas de Lanhoso. L'armée luso-castillane est gravement battue par les Almohades et le roi Alphonse VIII est presque capturé. Maître Gonçalo Viegas meurt dans la bataille. Le roi de Castille signe alors une trêve avec les Almohades et ceux-ci se retirent à Séville avec un précieux butin.
En 1199, la ville de Guarda est fondée dans un endroit difficile d'accès mais qui permet de surveiller jusqu'à vingt lieues de territoire alentour. La même année, le roi Sanche Ier donne aux Templiers l'Herdade da Açafa, où est né Castelo Branco. En 1200, Benavente est fondée par l'Ordre de Calatrava. La même année, Azambuja est fondée par des colons venus de Flandre, qui reçoivent des terres, avec le Flamand Raulino comme alcaide. En 1202, la famine est extrême dans toute l'Europe occidentale, y compris au Portugal, et l'avancée vers le sud est stoppée afin de consacrer davantage d'efforts à la colonisation et au développement de l'agriculture. En 1205 ou 1206, Idanha-a-Nova est fondée et remise aux Templiers.
Sanche Ier attaque Elvas et met la ville à sac le 25 juillet 1208.

### La grande bataille de Las Navas de Tolosa en 1212

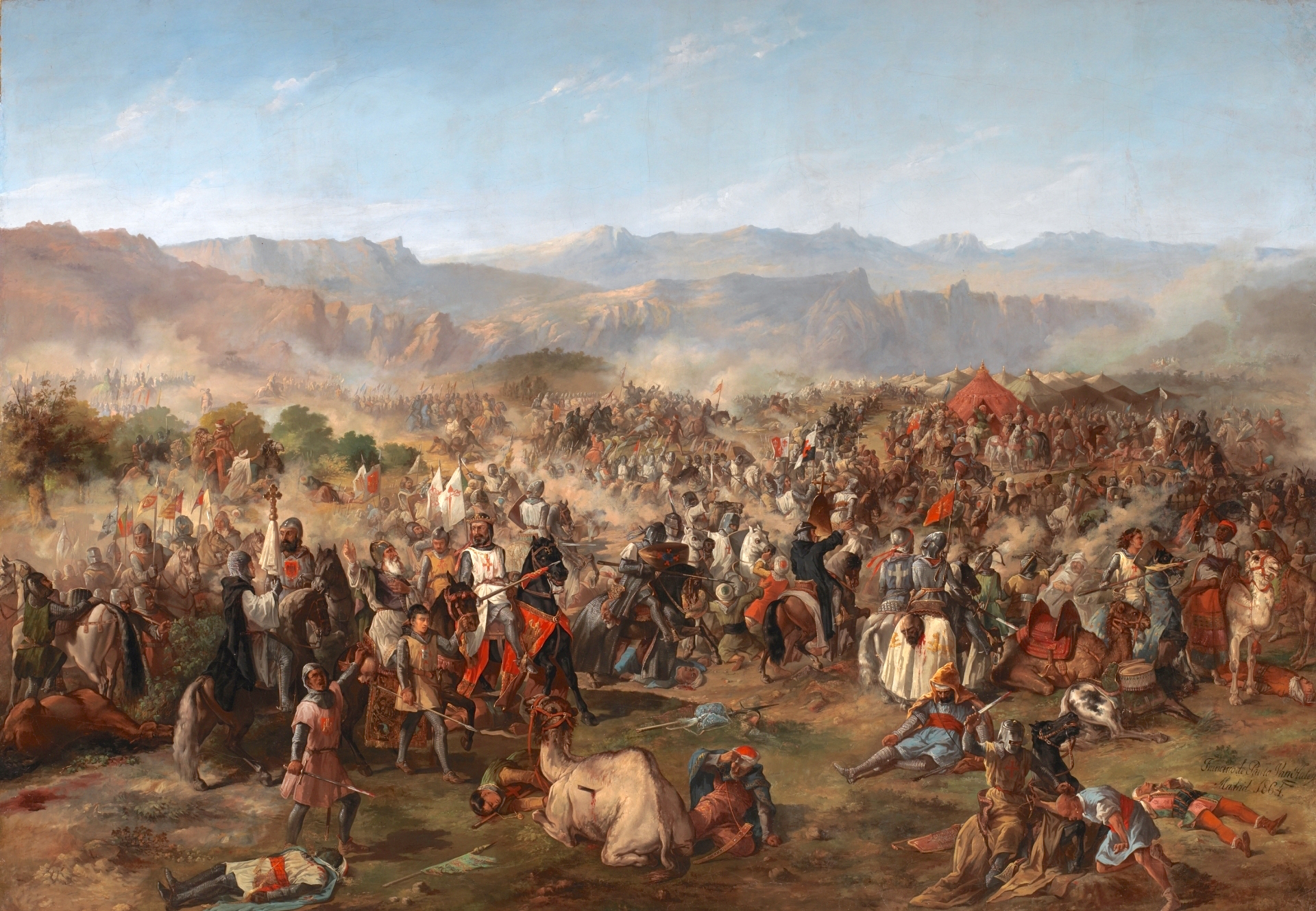
La bataille de Las Navas de Tolosa en 1212

Le 26 mars 1211, Sanche Ier meurt et Alphonse II lui succède sur le trône portugais. L'année de son entrée en fonction, le nouveau roi négocie une trêve avec les Almohades. Cette année-là, le souverain fait don des terres d'Aviz à l'Ordre de Calatrava, à condition qu'il y construise un château, ce qu'il fait jusqu'en 1214. Toujours en 1211, une guerre civile éclate au Portugal entre le roi et ses trois sœurs, Mafalda, Thérèse et Sancha. Le roi de León s'implique dans ce conflit en prenant le parti des infantas.
Pendant ce temps, en Castille, le roi Alphonse VIII lance une nouvelle guerre contre les Almohades, après l'expiration de la trêve signée avec eux, et le calife Muhammad an-Nasir rassemble à nouveau une grande armée. Cette fois, le monarque de Castille réussit à obtenir le soutien des rois de Navarre et d'Aragon, ainsi que des différents ordres religieux et des volontaires de toute l'Europe.
Alphonse II de Portugal, ne pouvant quitter son royaume à cause du conflit qui l'oppose à ses sœurs et au roi de Léon, envoie tout de même un corps de troupes pour combattre les Almohades. Son armée est composée principalement de milices municipales mais aussi d'escadrons templiers ainsi que d'autres volontaires qui se joignent à l'expédition, dirigée par le maître Gomes Ramires .
Les Portugais se distinguent lors de la bataille de Las Navas de Tolosa. Le Castillan Rodrigo de Toledo commente qu'« un certain nombre de guerriers portugais, une multitude de pions d'une agilité merveilleuse, supportent facilement les rigueurs de la campagne et attaquent avec audace » et Luc de Tuy écrit également qu'« ils se précipitent dans le combat comme pour un banquet » ,.

## Conquête portugaise de l'Alentejo(1217-1238)

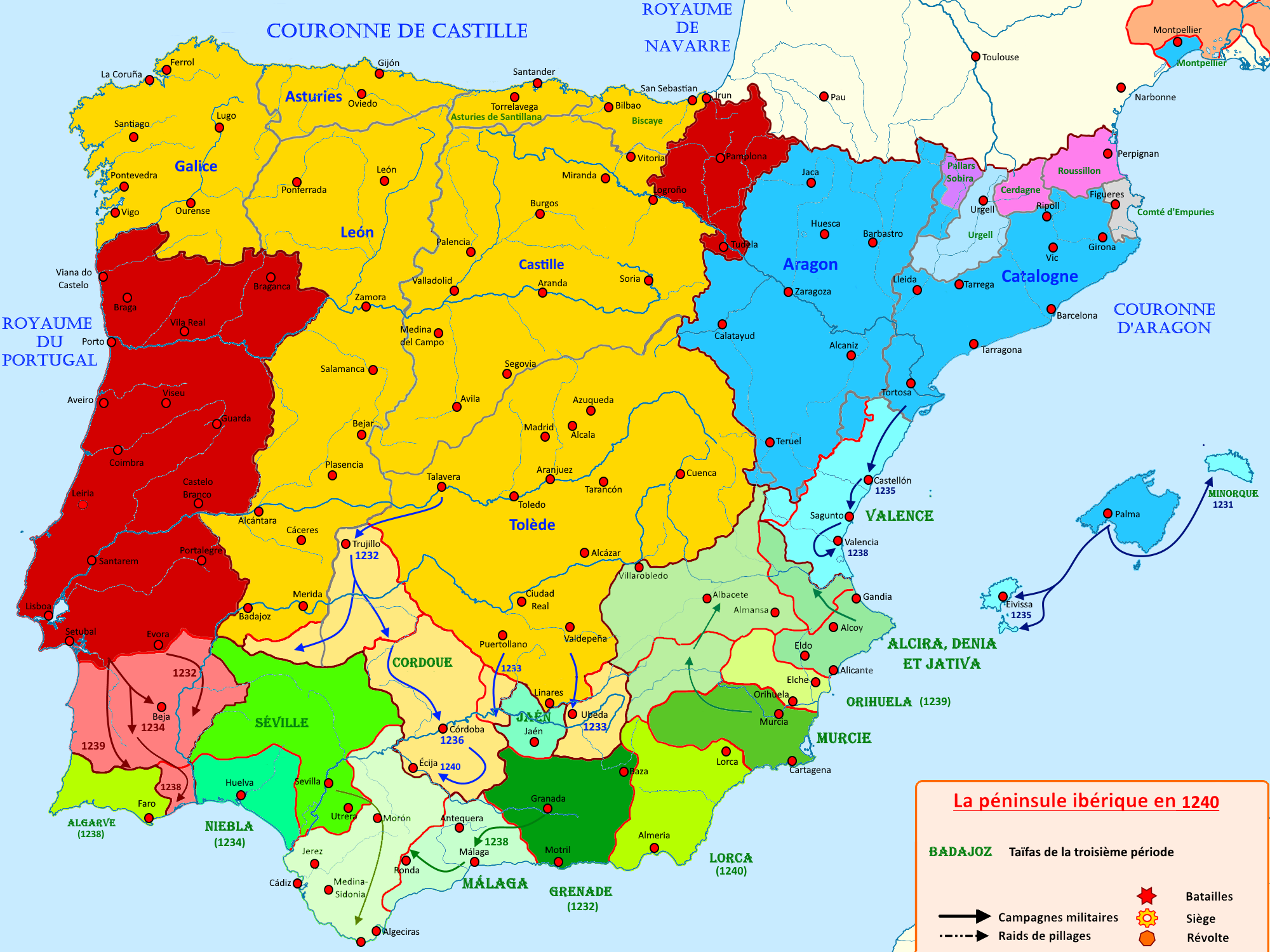
La Péninsule Ibérique en 1240

Depuis la reconquête almohade de 1191, Alcácer do Sal est la principale base navale musulmane de la côte ouest de la péninsule et la principale menace pour Lisbonne. L'initiative de la conquête de cette ville revient à l'évêque de Lisbonne, Soeiro Viegas, qui prêche la croisade dans tout le royaume, y investit ses ressources financières et obtient la collaboration de l'évêque d'Évora, de l'abbé d'Alcobaça, des ordres militaires, des croisés flamands, saxons et frisons dont la flotte a accosté à Lisbonne . Le gros de l'armée est composé de l'infanterie des milices municipales, d'environ 300 chevaliers, ainsi que de contingents de Templiers dirigés par le maître Pedro Alvites et d'Hospitaliers dirigés par le prieur Gonçalves de Cerveira.

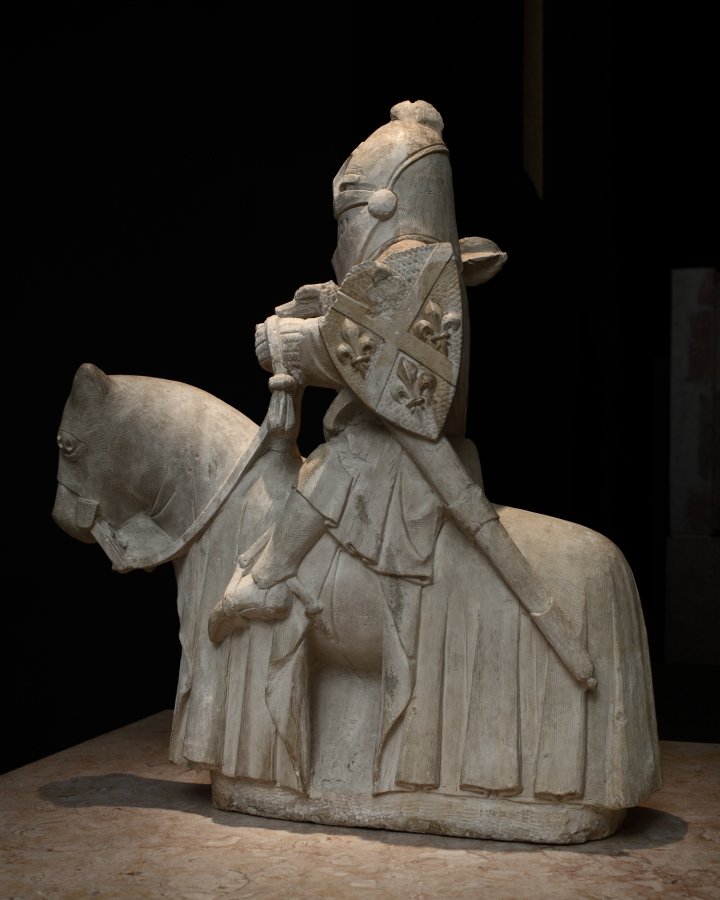
Sculpture d'un chevalier du XIIIe siècle, par Mestre Pero.

Alors que l'armée et la flotte chrétiennes quittent Lisbonne pour Alcácer do Sal dans les derniers jours de juin 1217, la ville est encerclée et attaquée. À l'approche des forces chrétiennes, le gouverneur almohade Abdallah Ben Wazir lance un appel à l'aide aux garnisons musulmanes de la région. Le matin du 11 septembre a lieu la bataille de Ribeira de Sítimos, au cours de laquelle les portugais défont une armée de secours almohade venue de Jaén, Cordoue, Séville et Badajoz, tandis que les croisés continuent de bloquer Alcácer do Sal avec leurs navires. Les défenseurs almohades se rendent à la mi-octobre et sont autorisés à partir avec la vie sauve. Les chevaliers de l'Ordre de Calatrava et leur maître Dom Fernão Anes ont également reconquis Veiros, Borba et Monforte, à la périphérie d'Elvas, ainsi que Vila Viçosa ,.
En 1219, les chevaliers de l'épée s'emparent de Santiago do Cacém.

### Trêve de 1219 à 1226
Le roi Alphonse II de Portugal, impliqué dans des conflits avec la noblesse, le clergé et le royaume de León, signe en 1219 une trêve avec les Almohades pour se concentrer sur la gestion interne du royaume. Il meurt en 1223 et le roi Sanche II lui succède sur le trône.

### Conquête chrétienne du Bas Alentejo (1225-1238)
Après l'assassinat du calife Abd al-Wahid al-Makhlu et l'usurpation du trône par un prétendant rival, une guerre civile éclate entre les almohades d'Al-Andalus en 1225. Cette même année, la région de Séville est à nouveau envahie par des chevaliers portugais,. Le gouverneur almohade de Séville refusant d'affronter les portugais, les habitants s'arment spontanément mais sont massacrés non loin des remparts de la ville.

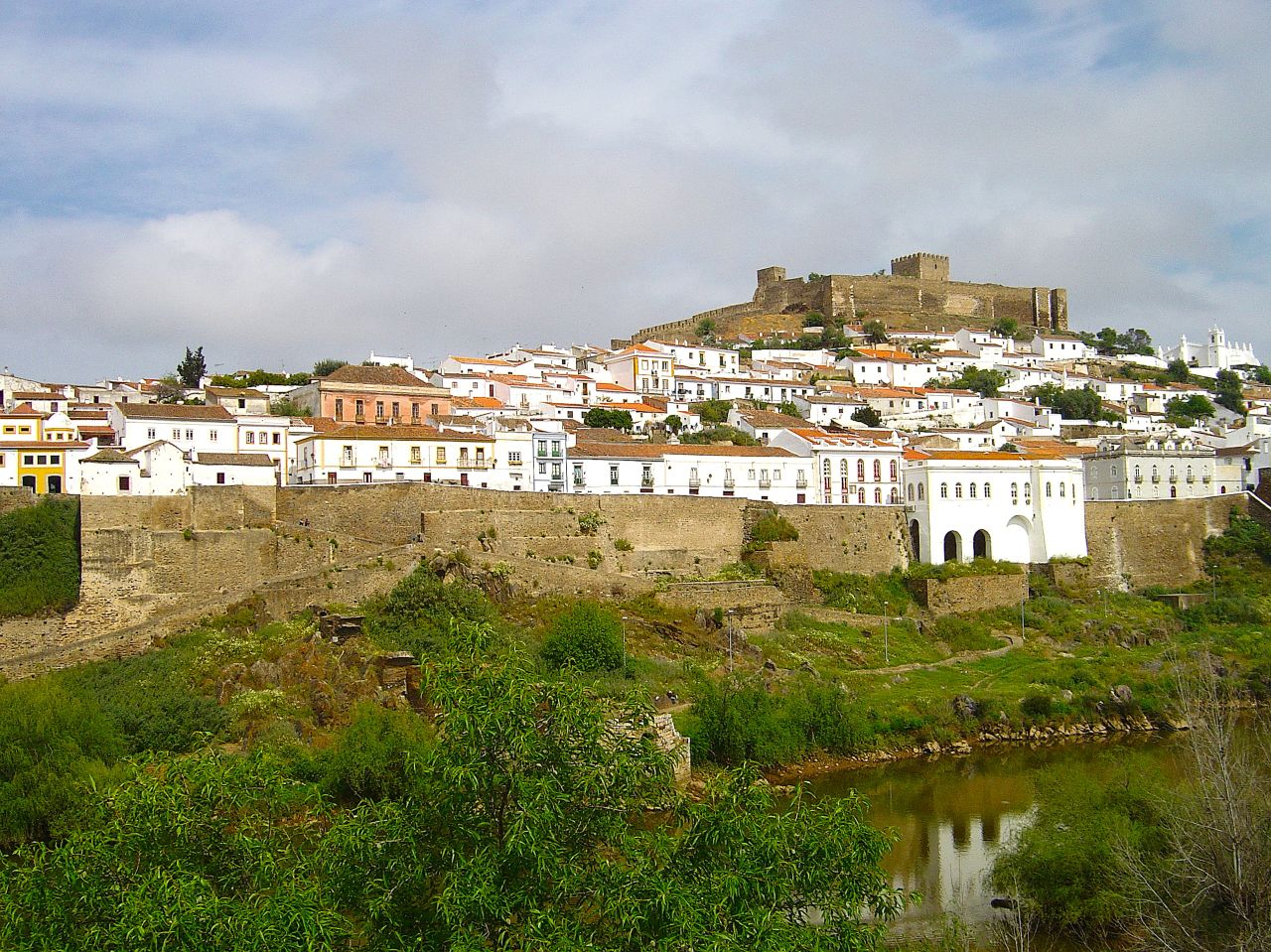
La ville et le Château de Mértola.

Au printemps 1226, le roi Sanche II assiège Elvas en même temps que les léonais attaquent Badajoz. L'archevêque de Braga et Martim Anes commandent l'armée royale. La campagne environnante est pillée et la ville prise puis abandonnée après avoir été rasée.
De nouveaux raids portugais et léonais dévastent la région de Séville en 1228. L'absence de réponse aux incursions chrétiennes discrédite les Almohades et précipite la révolte des populations andalouses, ouvrant ainsi une nouvelle période de taïfas. Alors que les gouverneurs almohades sont déposés par les  musulmans locaux, le calife Abu al-Ala Idris al-Mamun abandonne Séville et retourne au Maghreb al-Aqsa avec le reste de ses troupes .
Lors de la deuxième campagne que le roi Sanche II entreprend dans l'Alentejo, il occupe définitivement Elvas et Juromenha en 1229/1230. En 1232, les Hospitaliers conquièrent la ville de Moura, qui se rend après une brève attaque, puis de Serpa . La même année, les Hospitaliers fondent Crato et Castelo de Vide, dont le territoire leur a été donné par le roi. Il est possible que Beja ait été conquise cette année-là.

La croix de l'Ordre de Santiago.

En 1234, les Chevaliers de l'épée conquièrent Alvito et Aljustrel. Ils s'emparent ensuite de l'intérieur de l'Alentejo avec la prise d'Arronches et de Mértola en 1238, ainsi que du château d'Alfajar da Pena.

## Conquête portugaise de l'Algarve(1238-1249)

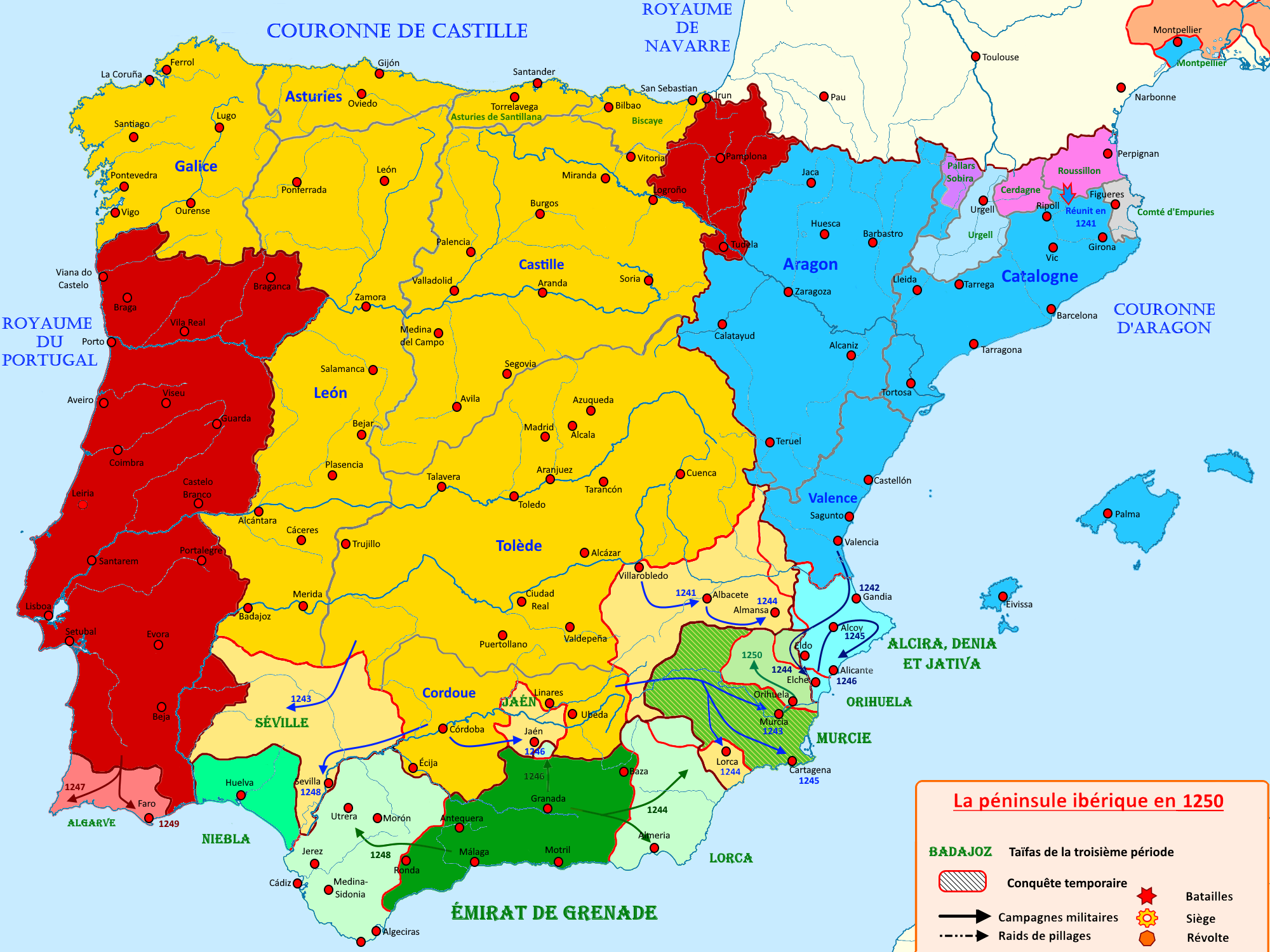
La Péninsule Ibérique en 1250

La même année que la prise de Mértola, Alcoutim est conquise, dans ce qui est aujourd'hui l'Algarve, ainsi que Aiamonte, à l'est du fleuve Guadiana, par le roi Sanche II de Portugal.
Les rudes montagnes algarviennes constituent un sérieux obstacle à l'avancée des forces portugaises vers le sud et le sud-ouest. Le commandant Paio Peres Correia réussit à les surmonter en 1238 avec le soutien du chevalier Garcia Rodrigues, qui connait bien la région, ce qui permet aux chrétiens de contourner les châteaux musulmans qui gardent les chemins de montagne, en marchant la nuit et en campant le jour .
Les premiers châteaux à être pris sont ceux d'Alvor et d'Estômbar, dans la région de Silves . À la suite d'un accord avec l'émir de l'Algarve, Aben Mafom, ces conquêtes sont échangées contre le château de Cacela Velha.
Après l'échec d'une attaque surprise contre le château de Paderne, l'importante ville de Tavira est prise puis celle de Salir, un château situé sur l'une des rares routes qui traversent l'Algarve et donnent accès à l'Alentejo. Silves est ensuite prise par la ruse: un petit détachement de cavaliers est envoyé pour attaquer le château d'Estômbar et la fausse information est répandue que Paio Peres est à la tête de ces cavaliers. La ville est escaladée après que l'émir soit parti avec ses troupes en direction d'Estômbar. Paderne est conquise peu après, puis il est probable que les châteaux de montagne de Monchique, Montagudo, Marachique et São Bartolomeu de Messines se soient rendus par la suite .

### La campagne du roi Alphonse III en 1249

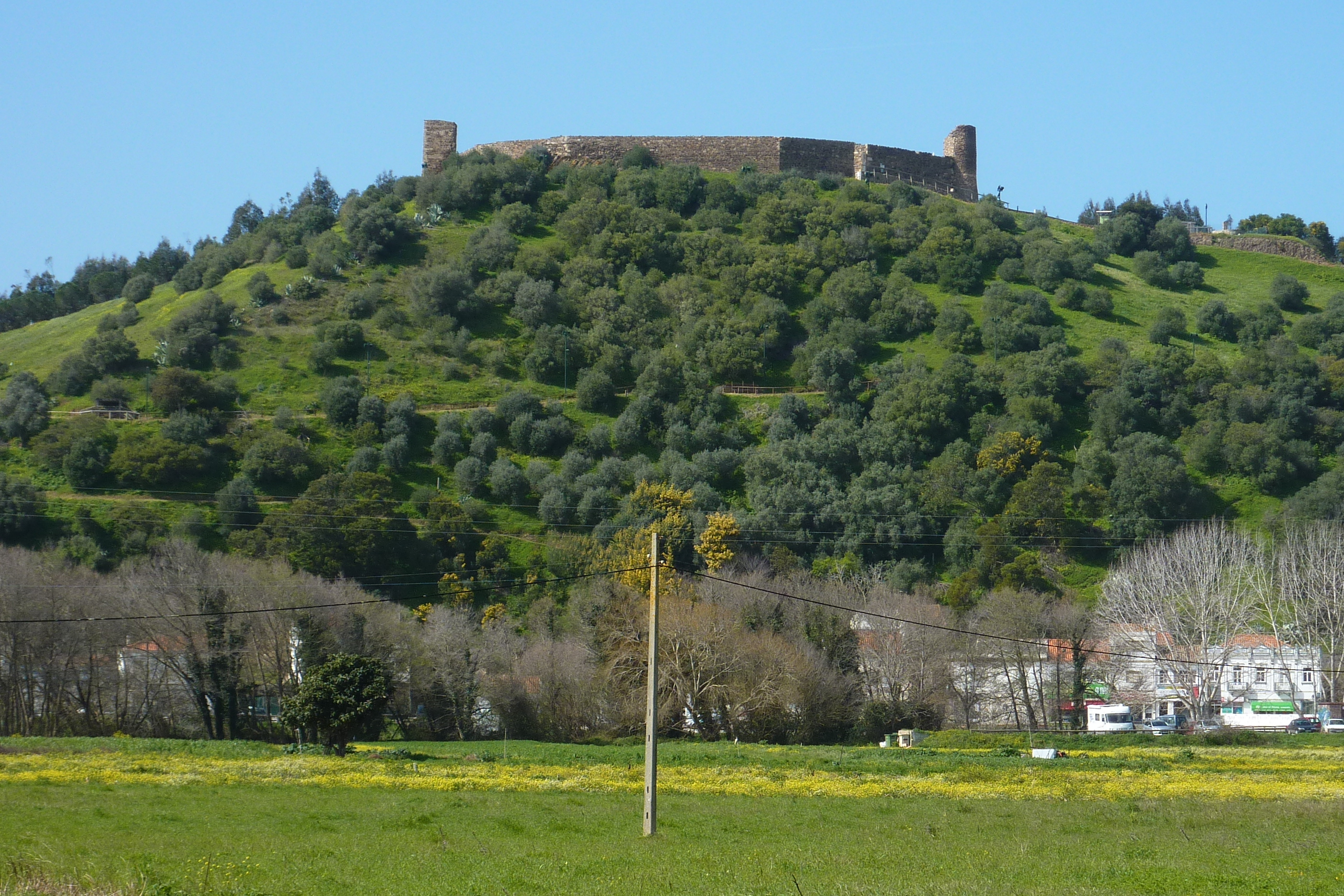
Le château d'Aljezur

En 1249, il reste encore les bastions musulmans d' Aljezur, Faro, Loulé, Porches et Albufeira qui sont difficiles à prendre sans flotte de guerre .
Alphonse III de Portugal, qui a renversé son frère Sanche II en 1248, traverse les montagnes de l'Algarve par Almodôvar à la tête de son armée. Il est accompagné de ses principaux soutiens, dont Dom João de Aboim, ainsi que des chefs des ordres militaires comme Paio Peres Correia, le dirigeant de Mértola Gonçalo Peres Magro et le maître de l'Ordre d'Aviz Lourenço Afonso .
L'importante ville portuaire de Faro est d'abord assiégée. Le gouverneur, Alboambre, oppose une certaine résistance dans l'attente de renforts musulmans. Cependant, une fois le port bloqué par la flotte chrétienne, la ville se rend au roi portugais, évitant ainsi une effusion de sang et garantissant un statut favorable.

Le drapeau du roi Alphonse III de Portugal

Une fois Faro conquise, Loulé se rend après une faible résistance. Porches et Albufeira se rendent au grand maître de l'Ordre d'Aviz, Lourenço Afonso. Enfin, Aljezur, la dernière ville de l'Algarve encore tenue par les maures, est prise un matin par le grand maître Paio Peres Correia.

## Conséquences
En achevant la reconquista portugaise en 1249, Alphonse III prend le titre de roi de Portugal et de l'Algarve.
L'émir Aben Mafom, s'étant déclaré vassal du roi Ferdinand III de Castille, ce dernier considère que le territoire lui appartient. Il s'ensuit une crise diplomatique ainsi qu'une guerre entre le roi Alphonse III de Portugal et le roi Ferdinand III qui envahit l'Algarve.
Ce n'est qu'avec la signature du traité de Badajoz en 1267 que les droits portugais sont reconnus et que la frontière est fixée sur le fleuve Guadiana.
Une fois la participation portugaise à la reconquête chrétienne de la Péninsule Ibérique terminée, de nombreux chevaliers ainsi que guerriers portugais franchissent la frontière pour se mettre au service des rois de Castille.

La propriété foncière des Ordres militaires au Portugal et en Espagne.

Les terres capturées dans le sud par les épéistes, les Templiers, les Hospitaliers et les Chevaliers de Calatrava font de l'ensemble des ordres militaires les plus grands bénéficiaires de la reconquista portugaise en termes territoriaux.
En 1340, le sultan mérinide, Abu al-Hasan ben Uthman, envahi l'Andalousie avec une force importante pour aider l'émir Yusuf Ier de Grenade. Cette dernière menace musulmane sur la Péninsule Ibérique est vaincue par une armée portugaise et castillane lors de la Bataille du Río Salado.
Désormais sous domination chrétienne, de nombreux mudéjars ainsi que marranes sont tolérés sur le territoire portugais, respectivement dans des quartiers musulmans (mourarias) ou des quartiers juifs (judiarias), en payant des impôts plus élevés, comme cela a été le cas pour les chrétiens à l'époque d'Al-Andalus avec la Djizîa.
Les Juifs bénéficient de la protection des rois portugais, qui apprécient leur expertise professionnelle et financière. La communauté séfarade du Portugal s'est bien adaptée aux nouvelles conditions, a conservé son identité et a gagné en prospérité.
Les musulmans du Portugal comprennent quelques propriétaires terriens ainsi que des artisans qualifiés mais la grande majorité d'entre eux sont des travailleurs pauvres qui fournissent une main-d'œuvre limitée. Ils sont laissés en paix dans les quartiers musulmans qui jouissent d'une grande autonomie interne.
Ce n'est qu'à partir de 1496 que les juifs ainsi que les musulmans du Portugal sont contraints de se convertir ou d'être expulsés. Jusqu'alors, il n'y a pas eu de campagne pour les forcer à s'assimiler et, lorsque l'Inquisition portugaise est mise en place, il reste peu de musulmans dans le pays. L'art mudéjar et les nombreux mots d'origine arabe entrés dans la langue portugaise témoignent de l'héritage islamique.

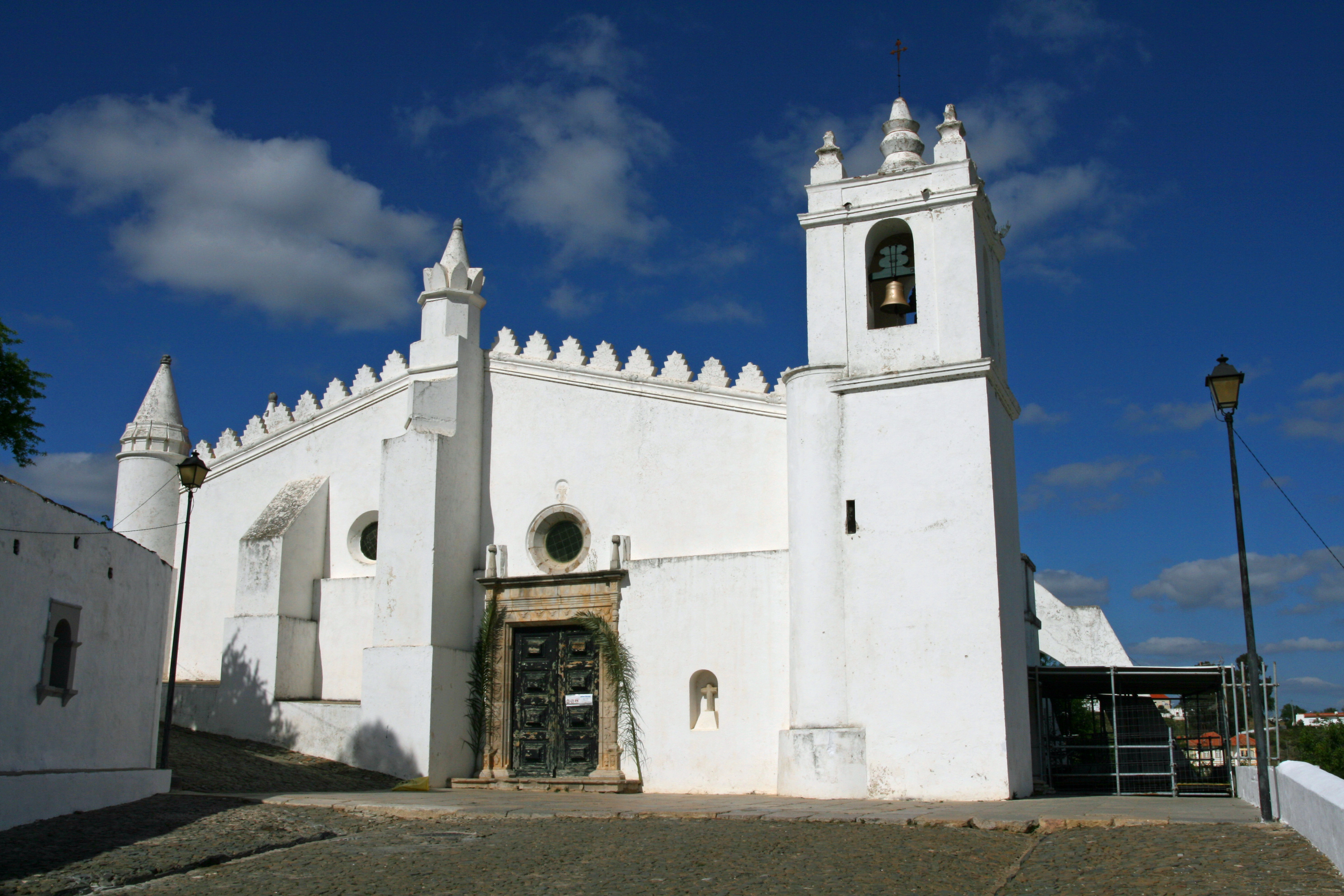
L'ancienne mosquée de Mértola, reconvertie en église paroissiale.